# 天宁寺 (北京)
天宁寺，位于中國北京市西城区天宁寺前街甲3号，是一座汉传佛教寺院。今该寺为尼寺。寺中有北京最高的密檐式砖塔，为辽代所建。

## 历史

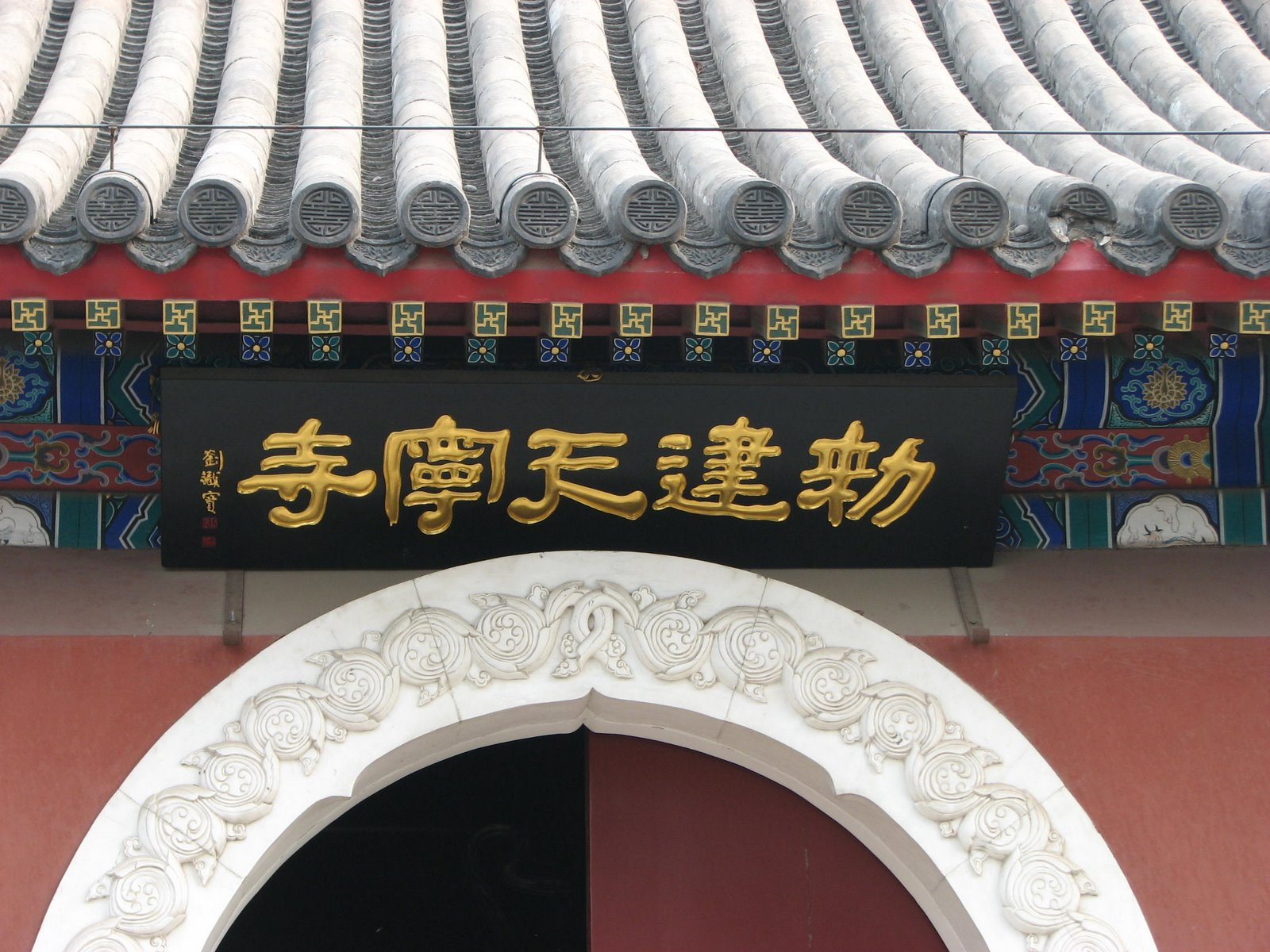
天宁寺山门上的匾额

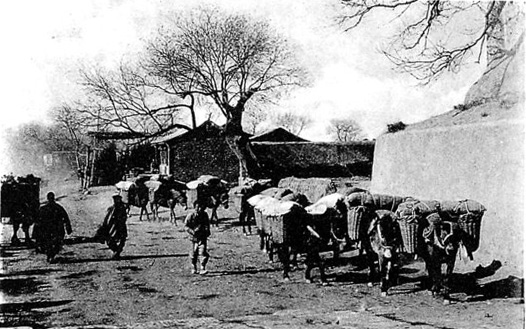
1902年《Ein Tagebuch in Bildern》中的天宁寺附近照片

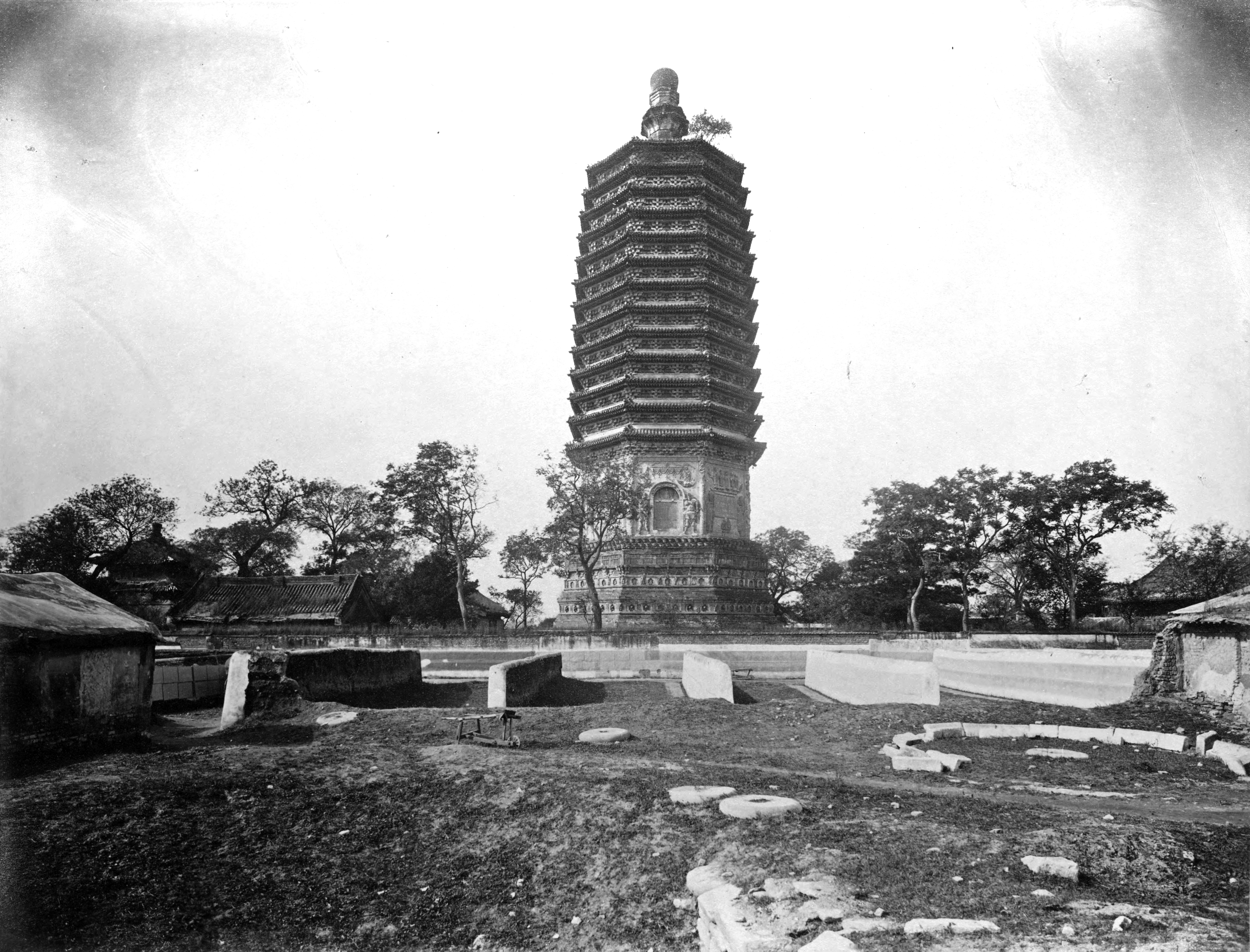
1879年左右的天宁寺塔照片

天宁寺的前身是辽朝的天王寺。1991年至1992年，天宁寺塔大修，在拆塔刹时，从刹座内拆出一块辽代的建塔碑（现存北京石刻艺术博物馆），从而确定了此塔兴建的准确年代及此塔名称。碑文主文为：

大遼燕京天王寺建舍利塔記
皇叔、判留守諸路兵馬都元帥府事、秦晉國王，天慶九年五月二十三日奉聖旨起建天王寺磚塔一坐，舉高二百三尺，相計共一十箇月了畢。

（以下的“提点”、“勾当”、建塔僧俗人名从略）
可见此塔建于辽朝天祚帝天庆九年至十年（1119年至1120年），塔名“天王寺舍利塔”。（此塔在明清时期直到中华民国，仍然名为“天王舍利宝塔”或者“天王宝塔”。）该碑所称主持建塔的皇叔即耶律淳，是天祚帝的叔叔。耶律淳后来于保大二年（1122年）称帝，即北遼的辽宣宗，但仅三个月便逝世。该塔造型取自《华严经》的经义。《大辽燕京天王寺建舍利塔记》記載，两位负责建塔的垒塔作头为寇世英、寇世兴。
过去沿袭多年的错误说法称，北魏孝文帝拓跋宏初建该寺，当时称“光林寺”，隋仁寿二年（602年）改名“弘业寺”，天宁寺塔就始建于那时，为木塔，但早已圯毁。又传说隋文帝未称帝时，一位印度僧人送给他一袋舍利，隋文帝称帝后，于仁寿年间将舍利分送中原三十个州各建一座塔珍藏，法门寺、弘业寺均在其内，仁寿二年（602年）佛舍利被藏入塔内。

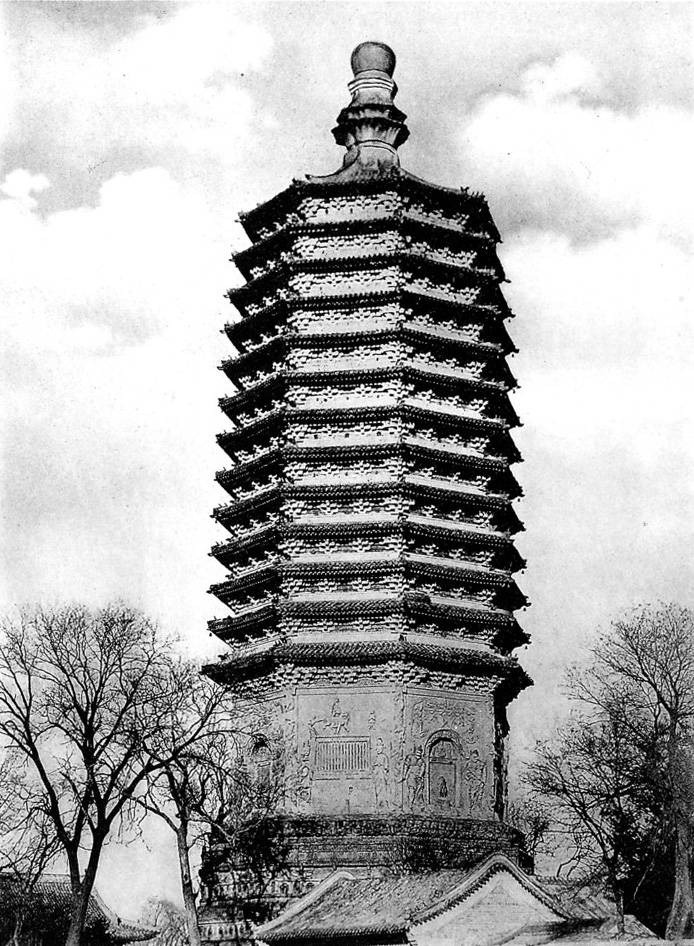
1902年《Ein Tagebuch in Bildern》中的天宁寺塔照片

文物专家王世仁经过考证，指出隋朝弘业寺与辽朝天王寺并无关系，是两座不同的寺院。现在可考的最早将两寺混同的文献是明朝万历年间的《长安客话》，该书卷二《天宁塔院》称：“隋仁寿间幽州弘业寺建塔藏舍利即此，唐开元间改称天王寺。”自此，这种错误说法被不断重复，连清朝乾隆帝在两通御制碑文（两碑如今位于接引殿前）中也沿用此说。最早的记载弘业寺的三部文献均为唐朝初年僧人道宣所作：《神州塔传》记载，“隋仁寿间幽州弘业寺建塔藏舍利”；《续高僧传·释宝岩传》记载，“仁寿下诏送舍利于本州弘业寺，即元魏孝文帝之所造也，旧号光林寺。依峰带涧，面势高敞，自隋开皇末，山恒倾摇，未曾休止，及安塔竟，山动自息”；《广弘明集》记载，“仁寿二年分布舍利五十一州，建立灵塔。幽州表云：三月二十六日于弘业寺安置舍利。”元朝耶律楚材《湛然居士集》记载，“金大定二十一年改弘业寺为大万安禅寺。”从寺院的地理位置及沿革可见，隋朝弘业寺与辽朝天王寺无关。而且1974年山西省应县佛宫寺塔像中发现的辽代雕版印经中，有题记“（燕台）弘业寺释迦佛舍利塔主沙门智云书”，还有题记“燕京右街天王寺沙门志延校刻”，可见直至辽朝后期，弘业寺、天王寺在幽州并存。

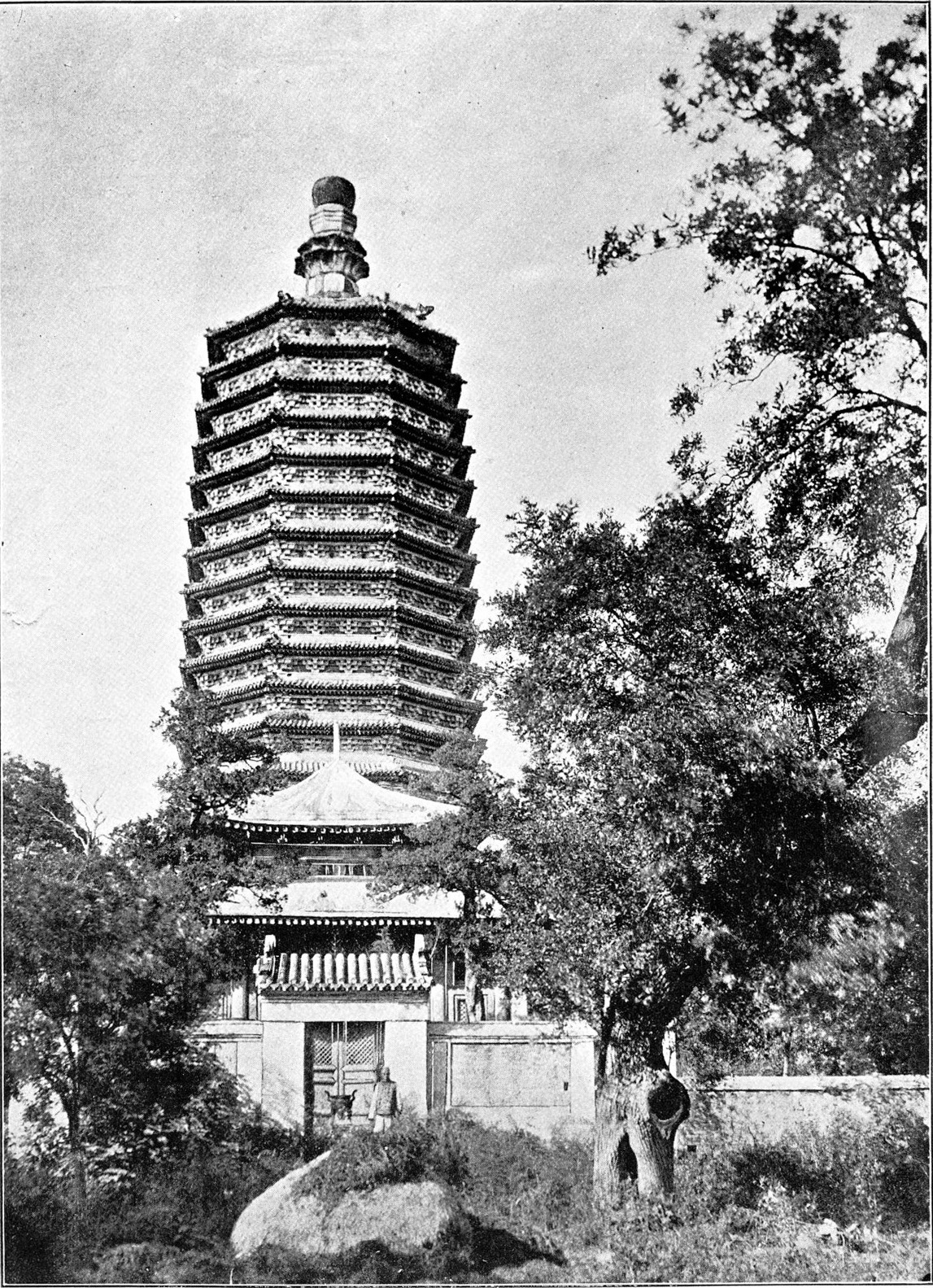
1906年《Peking》中的天宁寺塔照片

王世仁推断，幽州天王寺很可能建于唐朝天宝五年（746年）至天宝十四年（755年）之间。元朝末年熊梦祥《析津志》记载，“天王寺在黄土坡上，有塔。”《永乐大典》中的《顺天府志》卷七《寺》记载：“天王寺，在旧城延庆坊内，始建于唐，殿宇碑刻皆毁于火，元朝至元七年建三门，而梵宇未能完集。”明朝的《隩志》记载：“天王寺之更名天宁也，宣德十年事也。”综合上述文献及其他记载，始建于唐朝的天王寺，到元朝至元七年（1270年）时仅重建了一座三门（即山门）。明朝初年，燕王朱棣重建天王寺。明朝宣德十年（1435年）改称天宁寺。明朝正统乙丑年（1445年）更名广善戒坛，后来复称天宁寺。该寺先后在明朝正统乙丑年（1445年）、嘉靖甲申年（1524年），清朝顺治十七年（1660年）、乾隆二十一年（1756年）、乾隆四十七年（1782年）重修。
明朝初年，燕王朱棣下令重建该寺，依照辽朝的原状更换了舍利塔基座的砖雕，并扩大该寺规模。辅助朱棣称帝的高僧姚广孝拒绝了爵位及封号，至北京双塔庆寿寺退隐，后迁居该寺。清朝初年，天宁寺塔塔顶坍塌。
乾隆十年（1745年）励宗万写的《京城古迹考》记载，天宁寺“惟留古殿一间，殿中立无量寿佛一尊”。这座古殿即塔前的接引佛殿。《日下旧闻考》记载，清朝天宁寺内的塔前有山门、接引佛殿、配殿，塔后有两重大殿，第一重是大士殿，第二重是广善戒坛，天宁寺西北有别院名为“天师府”。清朝末年以来，天宁寺的建筑大部分残毁。1937年至1938年，该寺重修，将塔后的三大士殿拆除，旧料移建为山门。镶嵌在天宁寺塔基座上的碑记云：

天宁寺天王宝塔、三大士配殿、接引佛殿及四面墙垣修缮工程，暨三大士正殿移建山门工程，于中华民国二十六年七月十三日开工，二十七年十一月四月完工。惟塔座护角佛、狮头及塔身佛像、蟠龙等残缺部分，为保持原有艺术起见，一仍旧状。

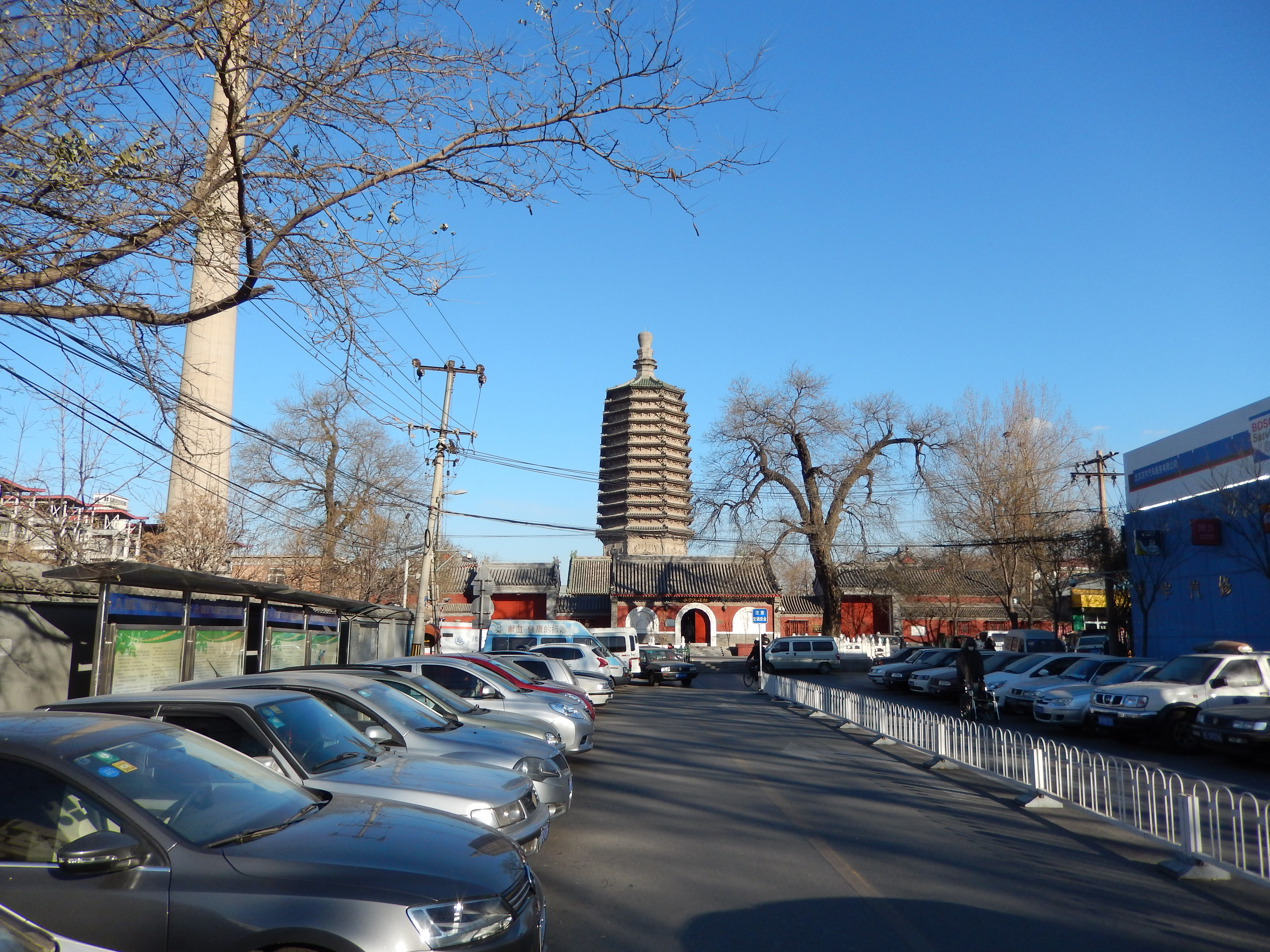
天宁寺山门，左侧是北京第二热电厂的烟囱

中华人民共和国成立后，天宁寺被改作天宁寺小学。1956年公私合营时，寺内建立了一个纸制品加工厂，后来先后改为北京扑克牌厂、北京唱片厂。1958年，对该寺内的文物进行了文物普查，并在寺内建小碑记述普查经过。1963年，在寺院前的大操场上又建了一所中学，名叫“天宁寺中学”。该寺部分还被改为民居。一九六六年六月，文化大革命（又稱為「十年浩劫」）初起，天寧寺內眾多珍貴文物例如羅漢像等被破壞殆盡，寺院原址大片被北京第二热电厂、北京唱片厂占据。1976年，天宁寺塔的塔刹在唐山大地震中被震落。1976年9月12日，北京第二热电厂180米高的烟囱在天宁寺西北侧开工，此为当时北京市最高的烟囱。后来，天宁寺塔周围开始新建多层居民楼，形成了天宁寺东里、天宁寺西里等等。
1988年1月，天宁寺塔被公布为全国重点文物保护单位。1991年至1992年，国家文物局拨款对天宁寺塔大修，砌墁了台基，揭铺了瓦顶，加固并补修了糟朽的部分木角梁及椽飞，对1976年因唐山大地震而坍塌的塔刹（宝顶）进行了修复，雕塑保持原状不进行修复。
2002年，作为北京市人民政府该年承诺的“60件实事”之一，天宁寺修复工程开工。2007年7月7日，天宁寺宗教活动场所颁证仪式在该寺举行，自此该寺正式恢复宗教活动；同时还举行了天宁寺佛像开光仪式。天宁寺历史上一直是僧寺，但在2002年至2007年修复并恢复为宗教活动场所后，成为尼寺。
2012年11月30日上午，天宁寺举行法恩法师升座暨开光庆典。

## 建筑

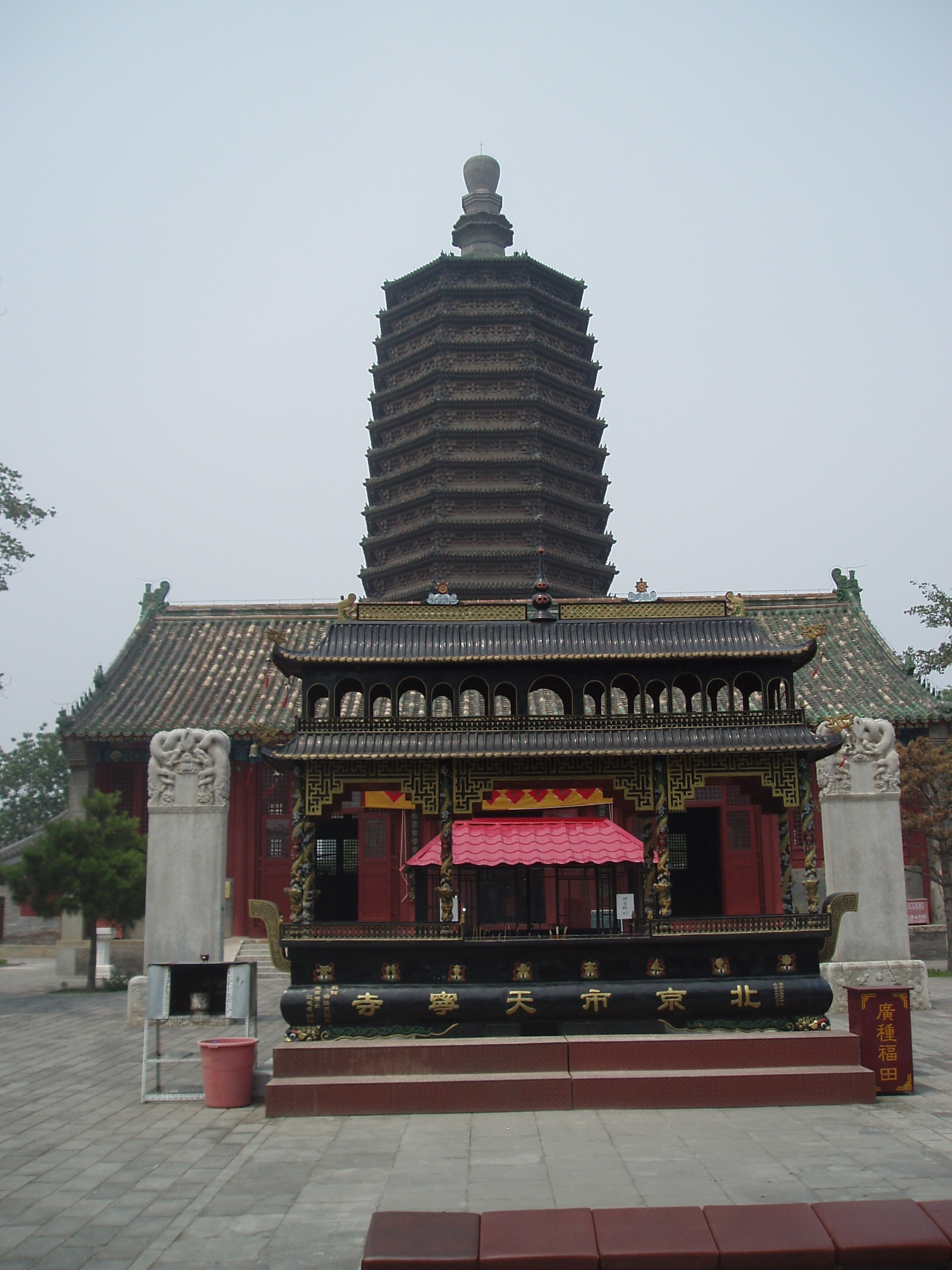
接引殿及舍利塔

天宁寺寺内建筑除塔之外均为清朝及其后重修。该寺于清朝乾隆二十一年（1756年）重修后，全寺中心为辽代的舍利塔，中路自南向北依次为山门、接引佛殿、东西配殿、舍利塔、三大士殿、戒坛、东西配殿。天宁寺西北角曾有一院落，称“宗师府”，为姚广孝退居之所。明正统十年（1445年），该寺建戒坛，称“广善戒坛”。民国二十六年（1937年），拆三大士殿，旧料移建为山门，重修了塔前建筑，塔后建筑废弃。
2002年该寺开始修复后，先后已修复或重建了山门殿、钟楼、鼓楼、接引殿及东西配殿、弥陀殿、药师殿等建筑。2013年左右，寺内各建筑外改挂或补挂了木质原色的匾额和对联。

### 塔前建筑
- 国槐：山门外为一小平台，周围有汉白玉栏杆，两株国槐古树分立左右。西侧的古槐树北侧有《唐天王寺故址》碑。
- 《唐天王寺故址》碑：为2004年宣武区人民政府立，由北京市创通基础设施建设投资公司负责建设，北京飞翔艺术雕刻厂施工。工程总投资8万元，于2004年9月1日开工，9月30日完工。[11]碑阳刻有“唐天王寺故址”；碑阴的碑文《唐天王寺记》为文物专家王世仁撰写，介绍了天宁寺的沿革。

唐天王寺记

        北京旧城广安门外天宁寺，始建于唐天宝年间（公元八世纪中），名天王寺。辽天庆九年至十年（1119-1120），于寺内建舍利塔，八角十三层檐，其造型取《华严经》义。元末寺毁而塔独存。明初，燕王朱棣命有司重建。寺西北有别院，名宗师府，相传为明成祖重要谋士僧人姚广孝所居。宣德十年（1435年）更名天宁寺，正统十年（1445年）更名广善戒坛，嗣后又复今名。正德十年（1515年）、嘉靖三年（1524年）重修。明末寺再毁。清乾隆二十一年（1756年）重建。寺中心为辽天王寺舍利塔，塔前为山门、接引佛殿、东西配殿，塔后为三大士殿、戒坛、东西配殿，清末殿宇佛像大多残损。一九三七年，拆三大士殿移建山门，修复塔前殿宇，塔后全部荒废。舍利塔在明初依辽代原状更换基座砖雕，清乾隆时改辽代铁刹为砖砌宝顶。一九七六年地震，宝顶坍落，塔檐受损，一九九二年修复。二〇〇三年至二〇〇四年，修整塔前殿宇，恢复原状。天王寺位于唐幽州、辽南京、金中都城内延庆坊，舍利塔为北京城区现存最古之建筑。北京市宣武区人民政府于寺塔修复之际，立此贞石，标其故址，述其演变，用为彰显宣南文化，以飨公众。是为记。

                                   二〇〇四年十二月    王世仁  撰文

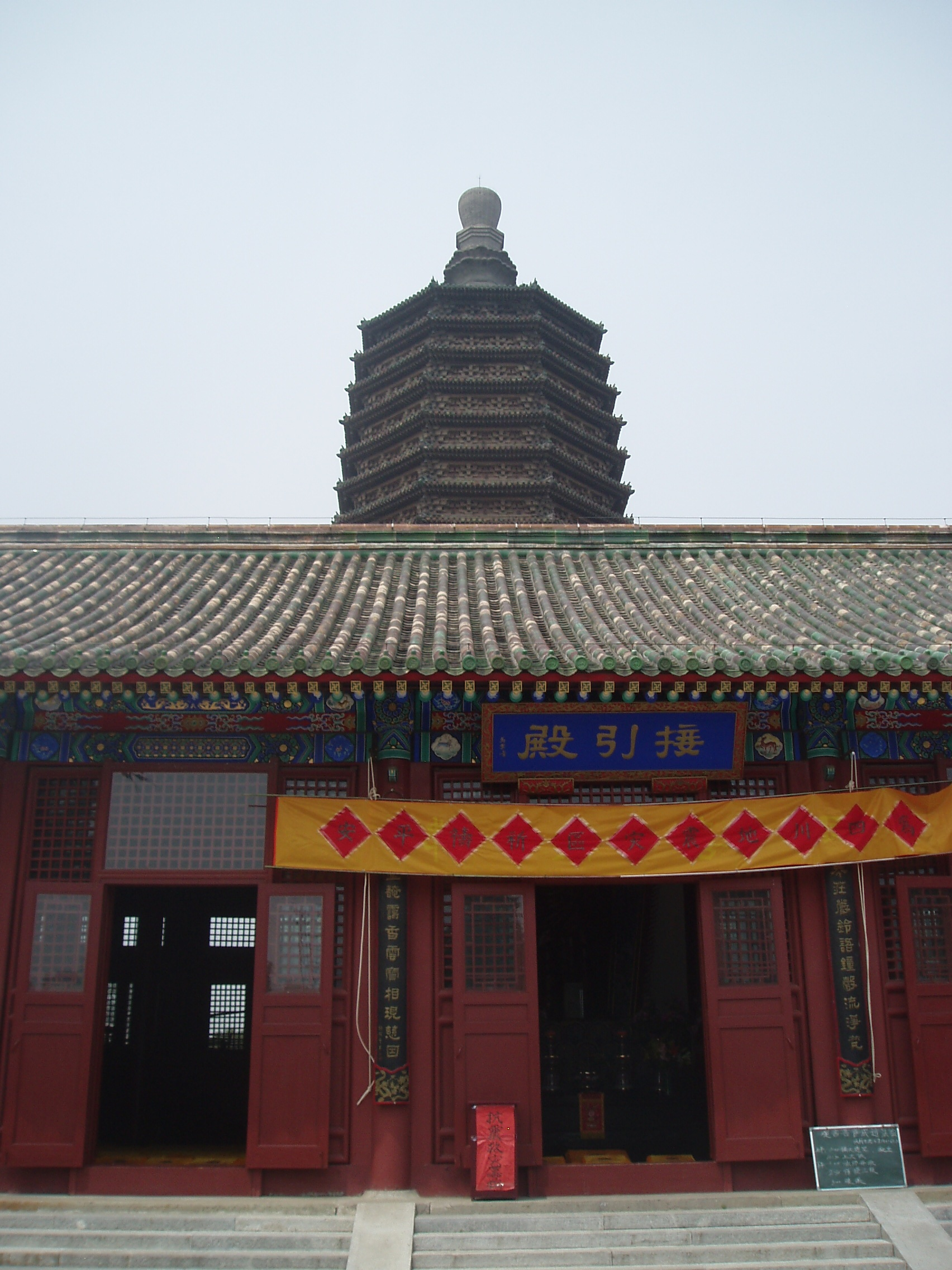
接引殿

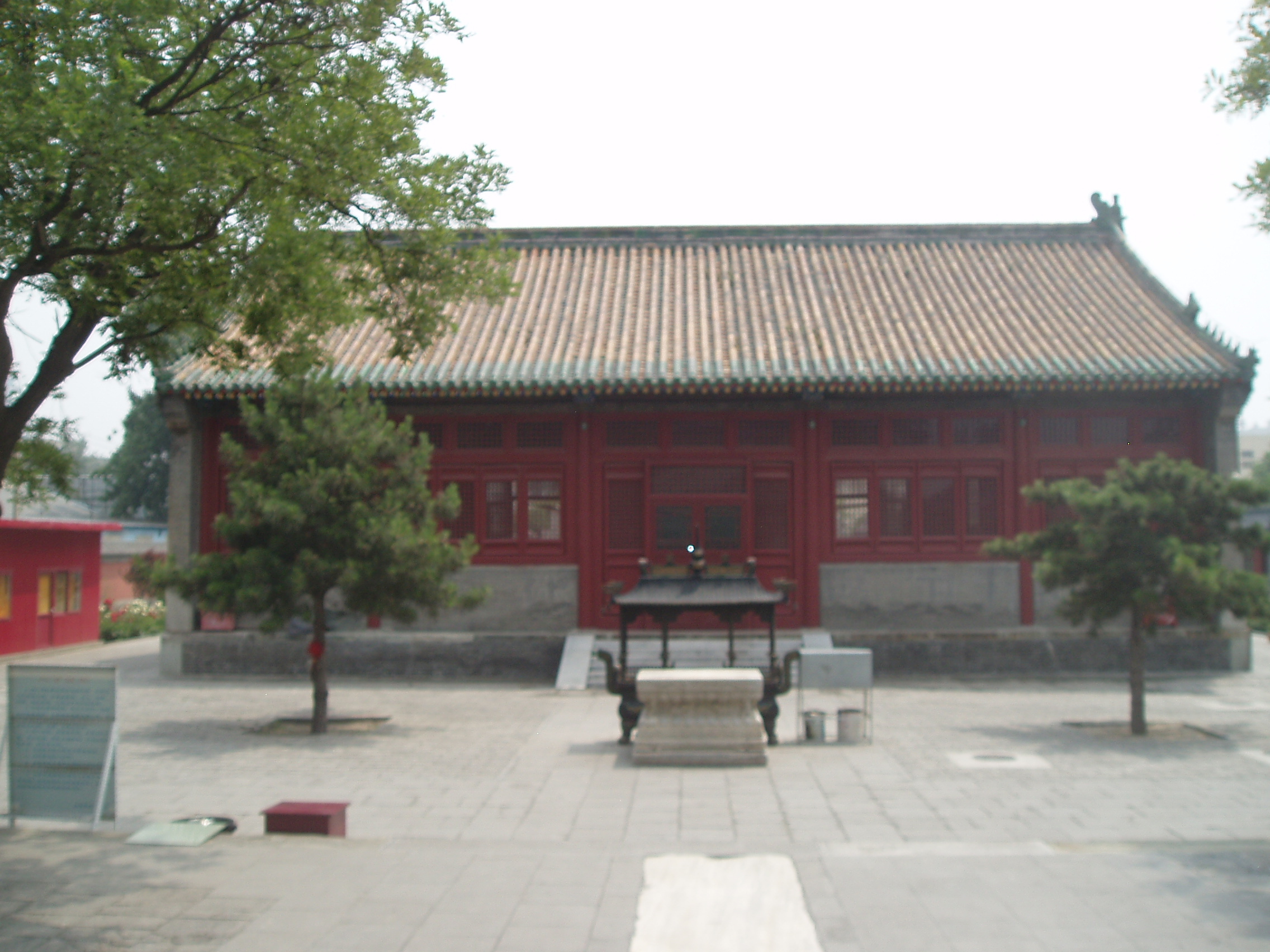
站在塔前月台上看接引殿背面

- 山门：山门殿内，供奉着木雕大肚弥勒佛，弥勒佛背面立有木雕持杵韦驮像。山门殿左右墙壁上绘有四大天王的壁画。山门北门外的上方，悬挂“三空门”匾额，两侧有对联。山门左右各有一个侧门。
- 厨房、卫生间：山门内，院落的东南角和西南角各有房屋三间，坐南朝北，东南角为厨房，西南角为卫生间。
- 钟楼、鼓楼：山门内左右为钟楼、鼓楼，均为2010年重建。[7]东为钟楼，门外有木质原色“钟楼”匾额，两侧有对联，内祀地藏菩萨泥塑像（2011年塑）；西为鼓楼，门外有木质原色“鼓楼”匾额，两侧有对联，内祀文殊菩萨泥塑像（2011年塑）。2007年，北京市文物研究所对天宁寺钟鼓楼遗址进行试掘，并发表了《北京天宁寺钟鼓楼遗址试掘简报》，在试掘中发现了天宁寺钟鼓楼及钟楼北侧的东配殿遗址。[12]
- 接引殿：山门内的正殿为接引殿，原来又名弥陀殿。这是该寺所存的原有古建筑之一。2007年该寺修复后，接引殿门外有蓝底金字匾额“接引殿”，两侧黑底金字对联为“金界庄严铃语钟声流静梵，运台馣霭香云宝相现慈因。”后来换成木质原色的匾额“接引殿”，对联为“发欢喜心慧光通宝筏，施方便力法界转金轮。”该殿面阔五间，进深三间，绿琉璃瓦黄剪边大式硬山顶，明间安有六抹菱花隔扇门，樑柁上有旋子彩画。殿内梁上的匾额题“觉路慈缘”四字，左右柱联为乾隆帝撰文：“金界庄延铃语钟声流静梵，莲台馥霭香云宝相现慈因。”2002年开始的天宁寺重修中，在接引殿新立有9米高的阿弥陀佛，这是当时世界宗教界最大的金丝楠木立佛。[8]在该殿修复过程中，于2002年在该殿地面所铺清朝乾隆年间的金砖下面发现了一口被掩埋的倒扣起来的陶制水缸，缸底有圆孔，缸壁中部也有一个直径约20厘米的正圆孔，该正圆孔被铁皮覆盖。[13]该殿左右两壁均有精美的佛像壁画（2012年绘）。阿弥陀佛立像后面墙壁北侧有壁画，绘有天宁寺塔（2012年绘）。接引殿北侧外檐下悬挂“庄严净土”匾额，两侧有对联“灯明三百六十点，风撼三千四百铃；最好天宁云外塔，恨无梯级上青冥”。接引殿前月台前的东西两侧立有两通螭首方座石碑，东侧是乾隆二十一年（1756年）《重修天寧寺碑記》，西侧是乾隆四十七年（1782年）《御制重修天寧寺碑文》。[14]

  - 伽蓝殿、祖师殿：接引殿前东西均有配殿。东配殿今为伽蓝殿，位于钟楼北侧，殿门外悬挂“伽蓝殿”匾额，两侧有对联，均为木质原色，伽蓝殿兼作法物流通处。西配殿今为祖师殿，位于鼓楼北侧，殿门外悬挂“祖师殿”匾额，两侧有对联，均为木质原色，祖师殿兼作客堂。
- 斋堂、法堂：位于接引殿的东西两侧，各九间，东侧的斋堂位于伽蓝殿和药师殿之间，西侧的法堂位于祖师殿和弥陀殿之间。每三间中间开一门，东西僧寮各开三个门。东侧的斋堂最中间的一个门上悬挂“五观堂”匾额，两侧有对联“五观若存金易化，三心未了水难消”，均为木质原色。
- 药师殿、弥陀殿：接引殿后，塔前有原释迦殿的东西配殿。东配殿今为药师殿，殿门外悬挂“药师殿”匾额，两侧有对联，均为木质原色，殿内供奉东方三圣，中祀药师佛，左右分别祀日光菩萨、月光菩萨，墙壁上供奉往生牌位。西配殿今为弥陀殿，殿门外悬挂“弥陀殿”匾额，两侧有对联“万古是非浑短梦，一句弥陀坐大舟”，均为木质原色，殿内供奉西方三圣，中祀阿弥陀佛，左右分别祀观世音菩萨、大势至菩萨，墙壁上供奉往生牌位。

### 天宁寺塔

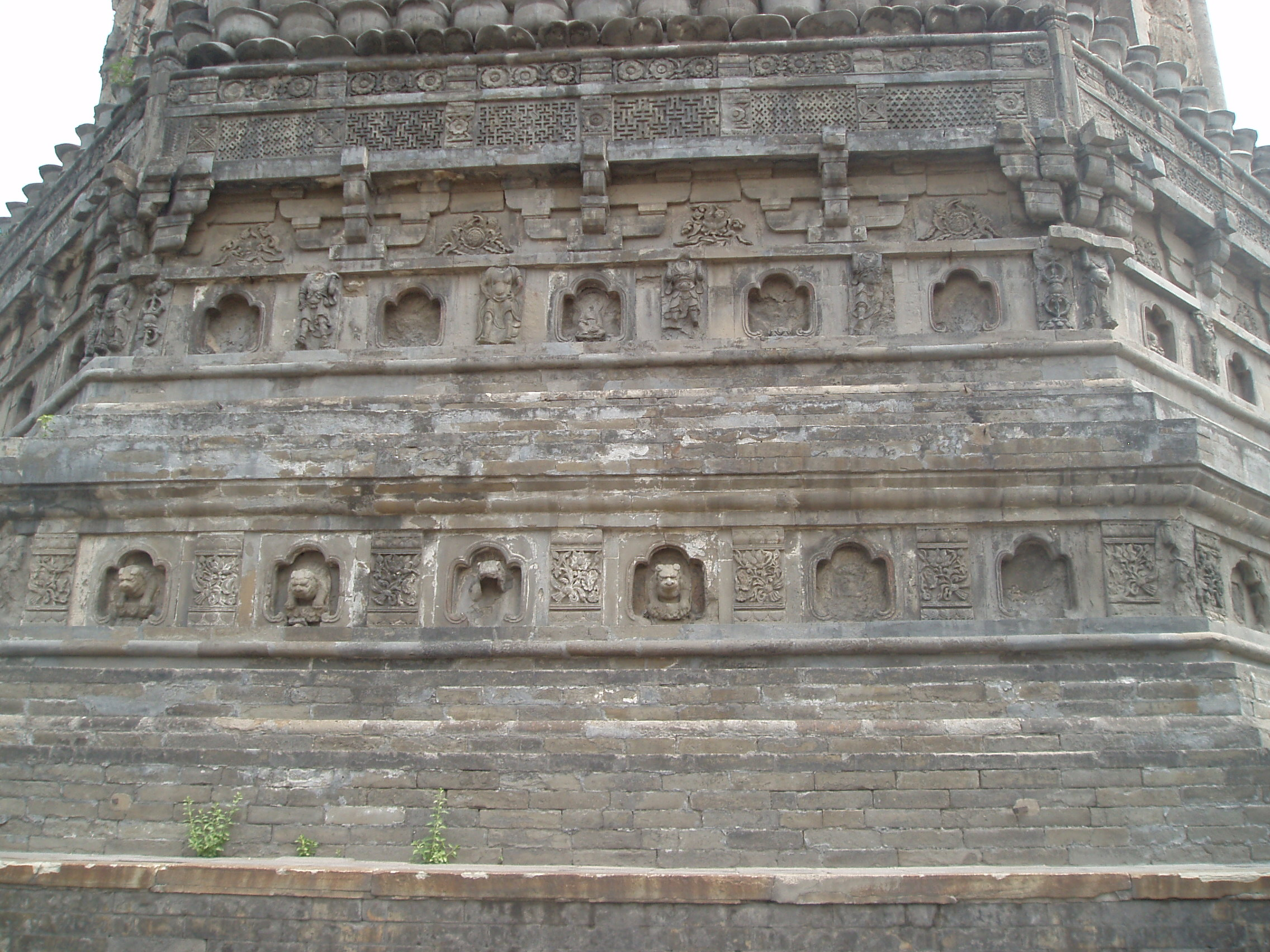
天宁寺塔的基座。下为须弥座，中为须弥座上加的一道束腰，上为平座，最上为三层仰莲座

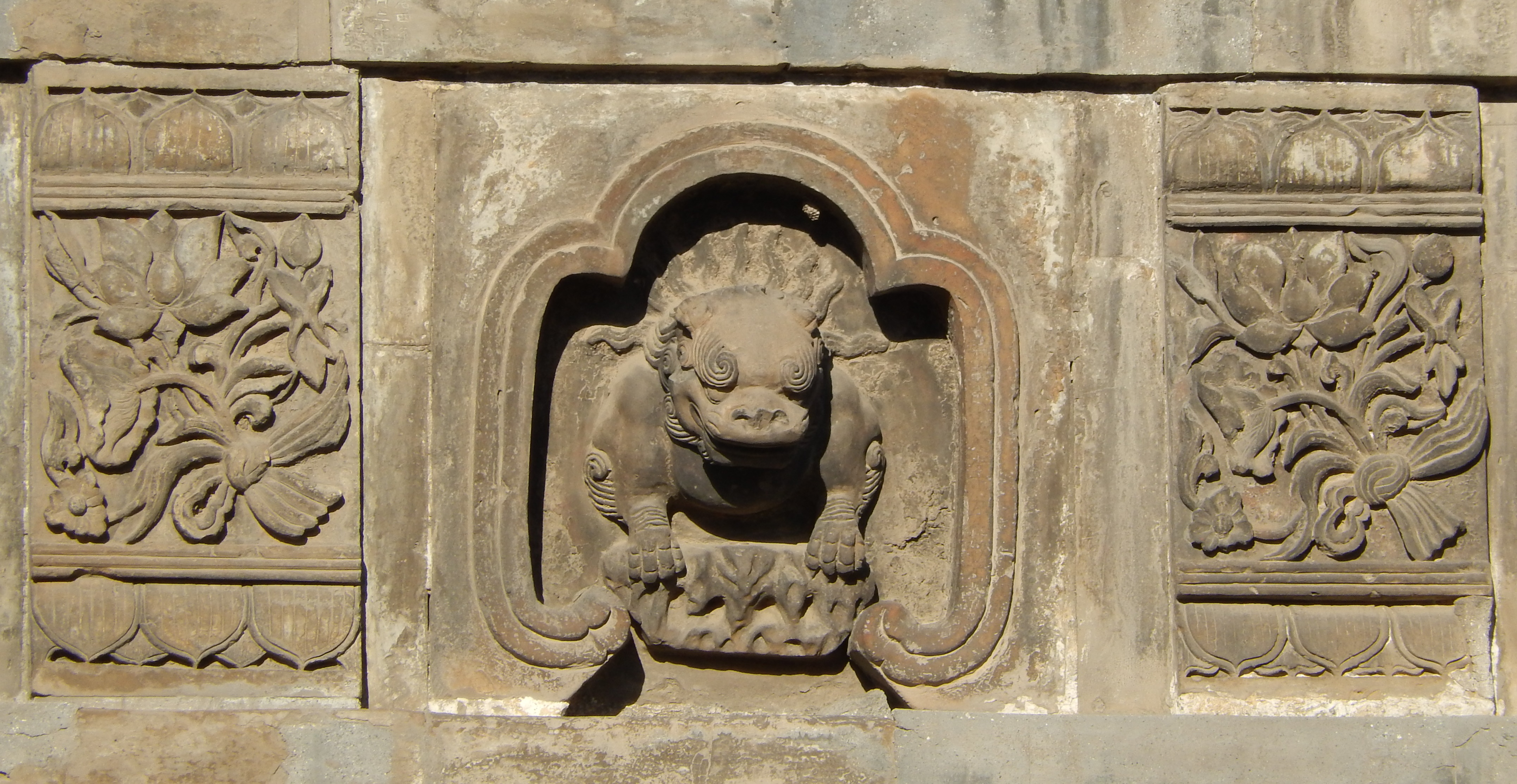
须弥座束腰处的壶门内雕刻的狮兽头

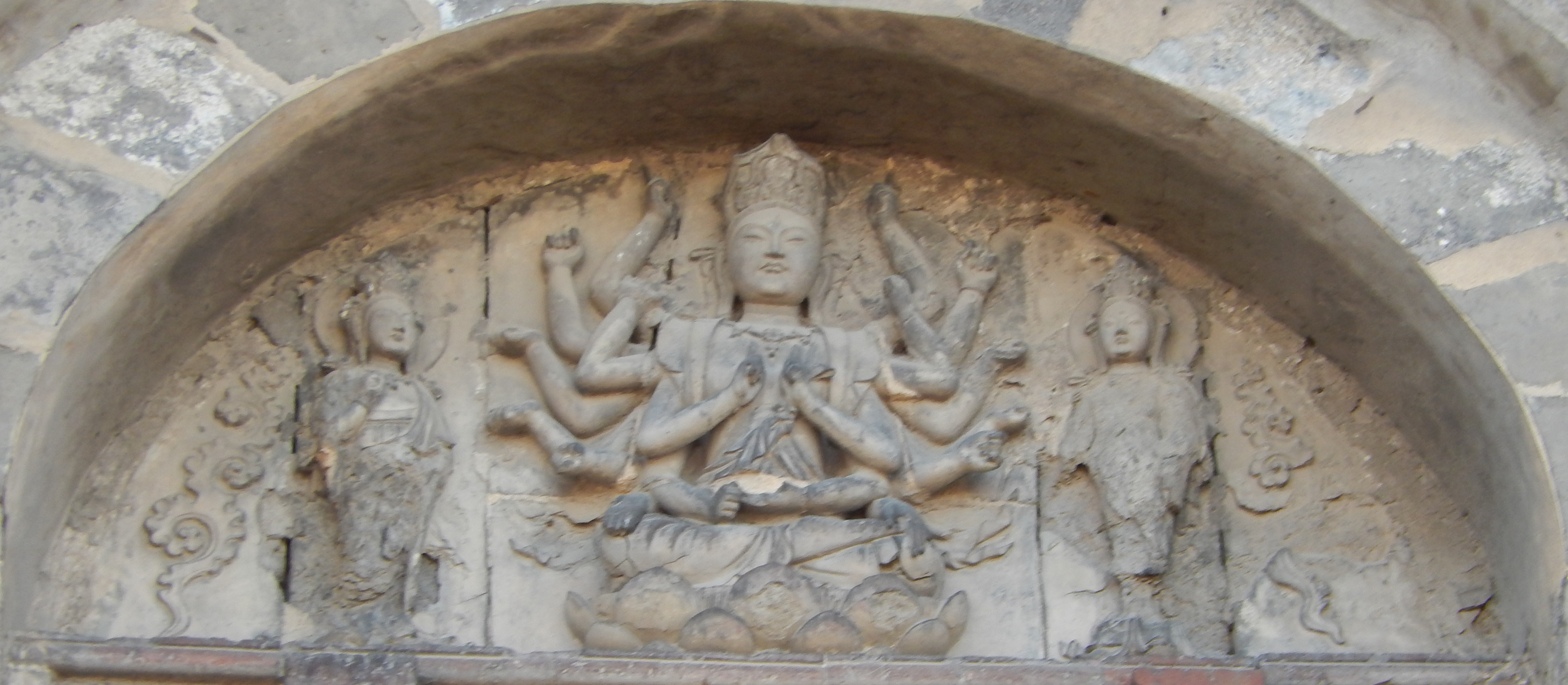
塔身北面拱门内上方的準提菩薩像

天宁寺塔为密檐式砖塔，平面为八角形，全塔通高57.8米，塔基高出地面1米。塔形雄浑秀丽，雕刻精美绝伦，有很高的建筑艺术水平，是辽塔中具有代表性的佳作。建筑学家梁思成曾经盛赞天宁寺塔的建筑设计，称它“富有音乐的韵律，是中国古代建筑设计中的杰作”。1988年1月，天宁寺塔被公布为全国重点文物保护单位。天宁寺塔各部分自下而上依次为：
- 塔基：塔基为方形平台。[14]
- 基座：平面为八角形。塔基上为须弥座，须弥座束腰处的壶门内雕刻着狮兽头，间柱上浮雕有缠枝莲纹，转角处雕刻着金刚力士像。须弥座上又加有一道束腰，壶门内雕刻着坐佛像，间柱和转角处雕有金刚力士像。基座上部是平座，勾栏、斗拱都是仿木结构，其上施有三层仰莲座，承托着塔身。[14]基座上的许多雕像均为文化大革命时期被破坏。[7]基座上镶嵌着一块石碑，为上文提到的记载1937年至1938年重修过程的碑记。
- 塔身：平面为八角形。八面间隔着分别隐作拱门、直棂窗。塔身四个正面辟有拱门，门两侧砖雕天王像。其他四面辟有直棂窗，窗两侧砖雕菩萨像。塔身隅角的砖柱上浮雕有升降龙。[14]由于北京经常刮西北风，故塔的北面较南面破损严重。2011年，塔身正面拱门前放置了一尊经过开光的金色佛像。[7]
- 塔檐：平面为八角形，十三层飞檐叠栱，逐层收迭，收分丰满柔和。檐下施有仿木结构的砖制双抄斗拱。塔身上隐作阑额、普柏枋，折角交叉出头处斫截平齐，如同辽代木结构建筑作法。初层补间铺作一朵，转角和补间铺作45度斜拱，柱头栌斗旁边有附角斗。各层塔檐的角梁都是木制，檐瓦、脊兽、套兽采用绿琉璃瓦。[14]檐角悬有铜铃，据《京城古迹考》记载：“天宁寺……据寺僧传册所记，上有铃2928枚，合计重10492斤。风雨荡摩，年深钮绝，见次零落。亦颇残缺矣。”十三层檐之间，每面供奉着三尊小铜佛，八面十二层应有288尊。
- 塔顶：两层八角仰莲上托有小须弥座，上承宝珠塔刹。[14]塔刹曾在1976年唐山大地震中被震落，后被修复。[14]

今塔前有月台，月台下东西两侧立有两通石碑。东侧的是《天宁寺燃灯礼塔碑》，螭首方座，碑额阳面刻有“燃灯礼塔佛舍位碑”，碑身阴面无字，阳面刻有《天宁寺礼塔碑记》，据说是清朝康熙十一年尚书龚鼎孳搜集董其昌行书集撰而成，记载古时该塔须弥座莲花瓣上点燃360盏灯的景象。西侧的是2011年立的《重修天寧寺碑記》，螭首方座，碑文如下（原文无标点）：

重修天寧寺碑記       菩薩戒弟子凌海成撰

   天寧寺始建於唐初，名天王寺。明宣德十年易今名。正統十年再易廣善戒壇。嗣後乃復名天寧寺至今。《日下舊聞考》《順天府志》諸書，以魏孝文帝造光林寺隨改名弘業寺者混談天王天寧，遺謬數百年。二寺非一，今予正名。遼天祚帝天慶九年，皇叔耶律淳奉旨起建密簷十三級八面舍利寶塔，塔剎露盤相輪鎏金火珠，美輪美奐。乾隆重修塔，剎無存，遂改磚砌塔頂，塔之八面，主尊南面大日如來，五智冠智拳印，西面阿彌陀佛，禪定印，左右侍觀世音大勢至，東面藥師佛，右手觸地印，左手施願印，日光月光侍左右。東南西南普賢文殊，東北西北像毀難辨。此圓覺道場也。背面主尊乃準提觀音像，多損毀，重塑無日，惜哉。塔簷掛鈴乃取華嚴經摩尼鈴網演法音。今其聞者，趍佛智義，天寧塔鈴約二千九百二十馀枚，號三千四百，有“風撼三千四百鈴，恨無梯級上青冥”句，今僅馀百。寺經千載，屢有興廢。元末寺毀塔存，明永樂重修建，清順治十七年、乾隆二十一年、四十七年、中華民國二十六年重修。遼塔名列全國重點文物，一九九一年政府專款修葺塔基、角梁椽、飛簷瓦、寶頂。數十年來僧眾星散，寺為工廠民居佔用，二十世紀末，天寧寺僅殘存山門殿、東西配殿、接引佛殿、舍利塔。世紀之交，比丘尼法恩受政府及北京市佛教協會委託，重修天寧寺。法恩法師俗姓劉，北京人，依止澍培上人出家，後為傳印大德法子法師，誓發宏願，重光道場，殫心竭慮，眾廢俱興。二千零四年荒敗諸殿及塔基圓滿修葺，接引殿原阿彌陀佛古銅立像毀於文革，今以金絲楠木仿雕，寶相莊嚴，萬人瞻拜，二千零七年七月七日殊勝開光，徒侶雲萃，旦夕修奉。二千一零年，法恩籌十方凈資八千馀萬，抱病重修鐘鼓樓、伽藍殿、祖師殿、客堂、齋堂、僧寮等，經一年了畢。塔北建萬佛閣，中立十五米準提觀音銅像，再掛三千風鈴，皆指日可待。斯文既成，乃為頌曰：

千年道場，巍巍浮屠，盛世中華，三寶永駐，法乳承恩，千慧萬福，承平世界，十方正肅。

   二千一一年秋住持法恩攜全體僧眾立石     胡軼坤敬書

原来在塔基东侧的平地上，在一八角须弥座上立有1958年5月北京市文化局立的砖塔纪念碑。但在2014年该碑已移走，须弥座被移放到鼓楼南侧。

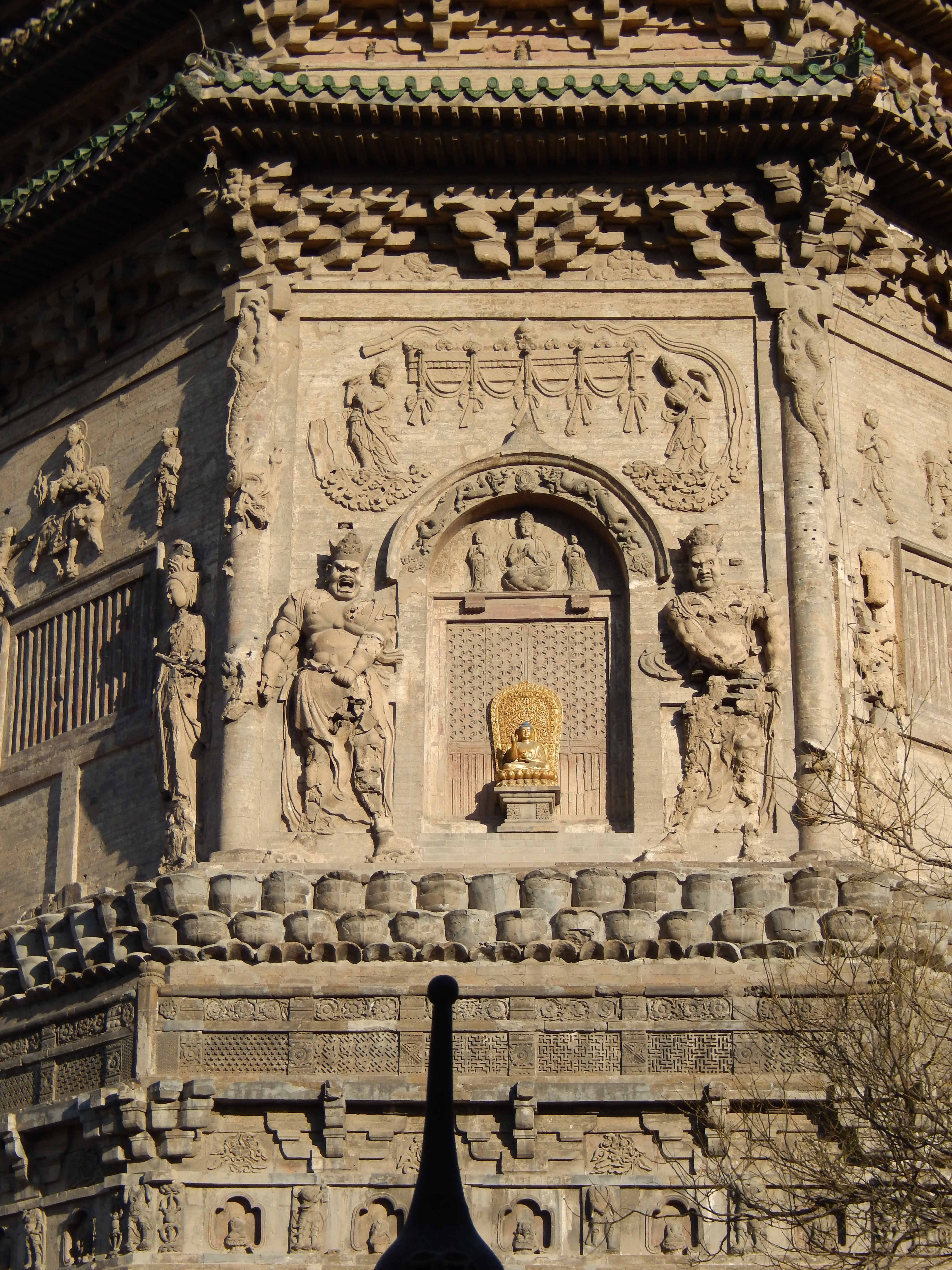
南面的拱门及两侧的天王。拱内主尊为毗卢遮那佛（大日如来），依《华严经》左右胁侍为文殊菩萨、普贤菩萨，合称“华严三圣”。拱门前有一砖砌须弥座，座上原有一坐像（或跪像）。依《圆觉经》，十二圆觉菩萨依次在佛前问道，故此座上原应是问道菩萨像。[2]2011年，在此座上新放置一金色佛像。
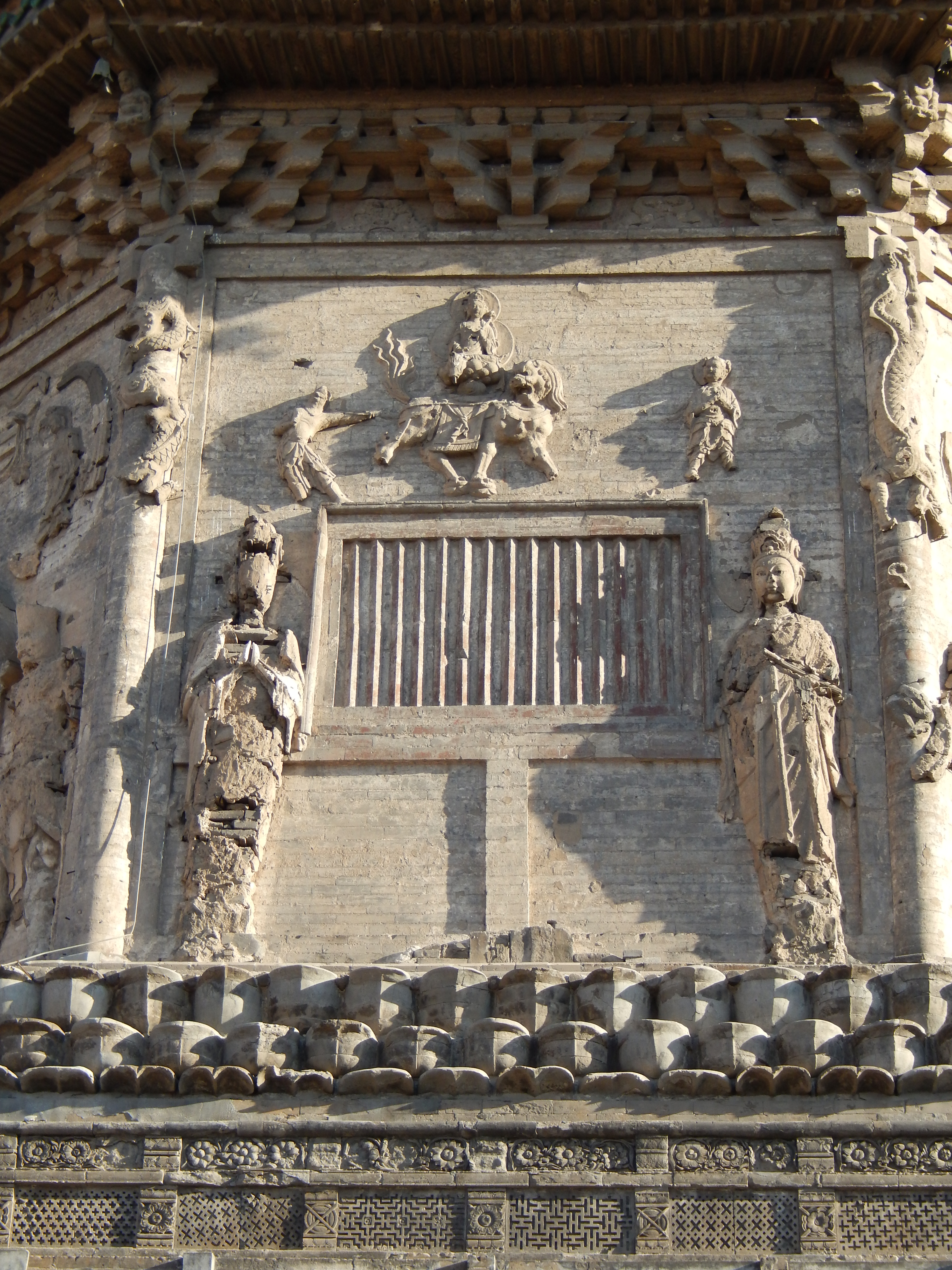
西南面的直棂窗及两侧的菩萨。窗上方主尊为文殊菩萨，骑青狮，前（右）有“獠蛮”，后（左）有“拂林”。
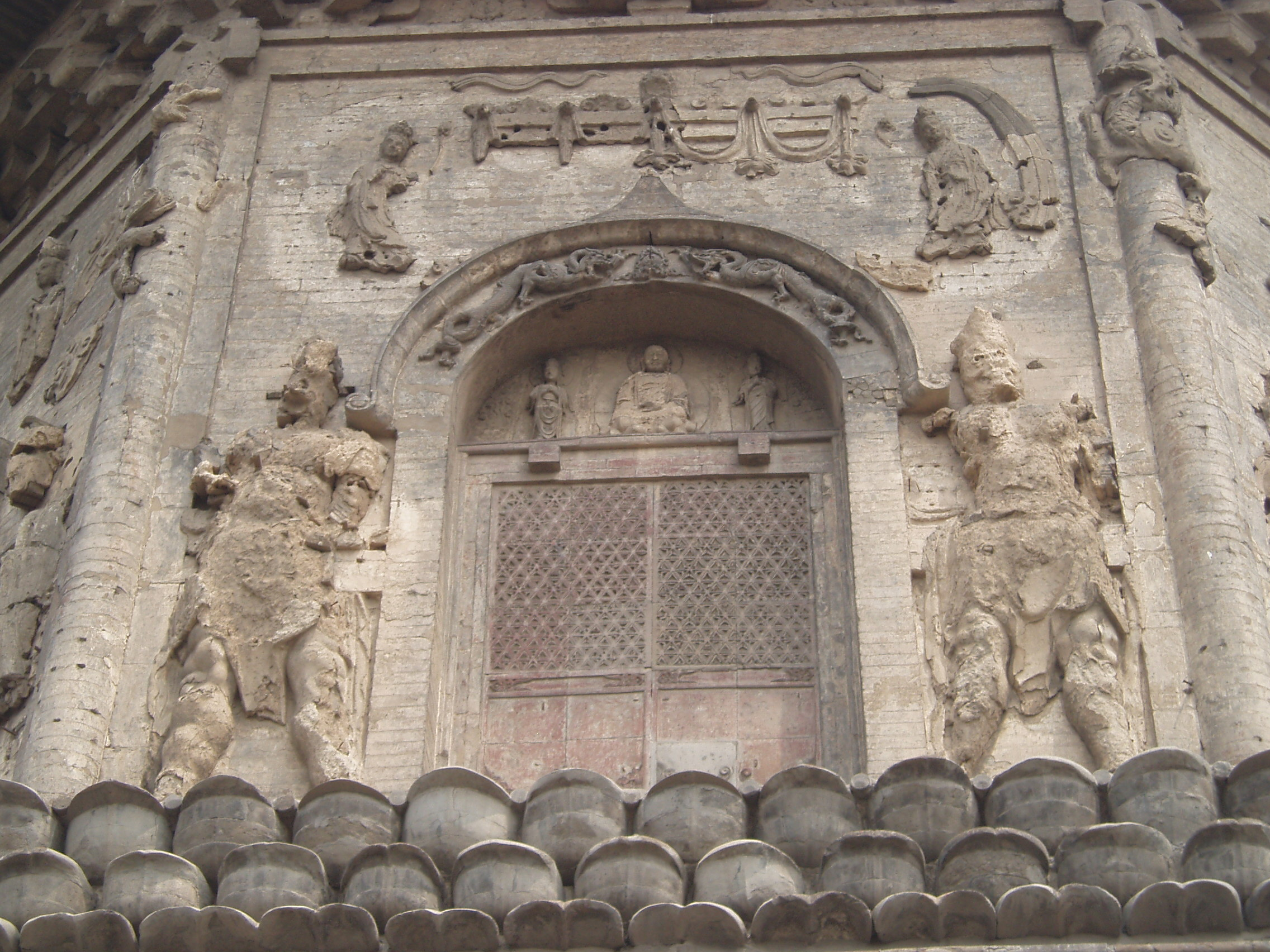
西面的拱门及两侧的天王。拱内主尊为阿弥陀佛（无量寿佛），依《观无量寿经》左右胁侍为观世音菩萨、大势至菩萨，合称“西方三圣”。
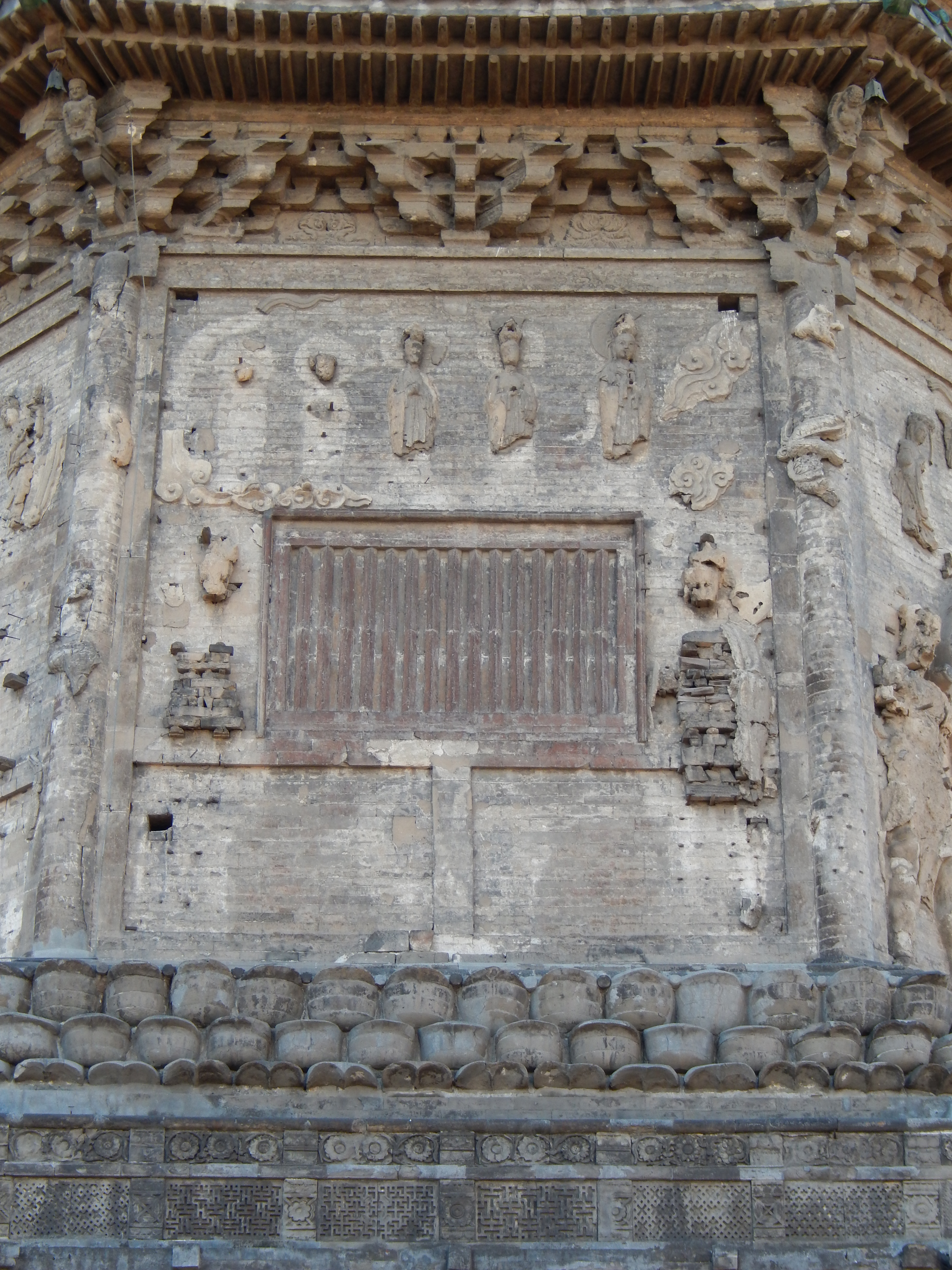
西北面的直棂窗及两侧的菩萨。窗上方主尊为五位菩萨，与东北面的五位菩萨及西南面、东南面的文殊菩萨、普贤菩萨合为《圆觉经》的十二圆觉菩萨。
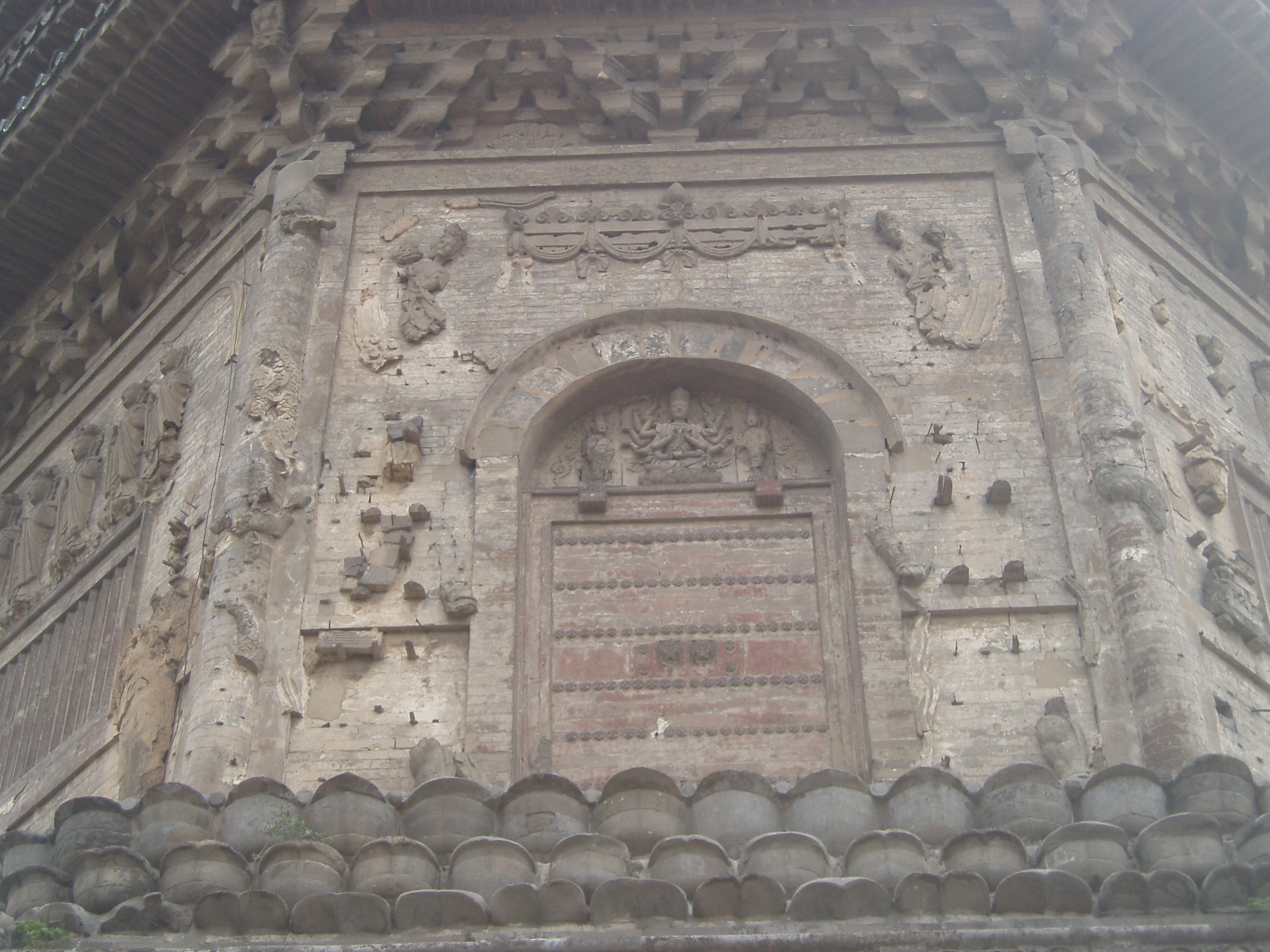
北面的拱门及两侧的天王。拱内主尊为準提菩薩（《准提经》的准提佛母，为密宗六观音之一），左右为二胁侍菩萨
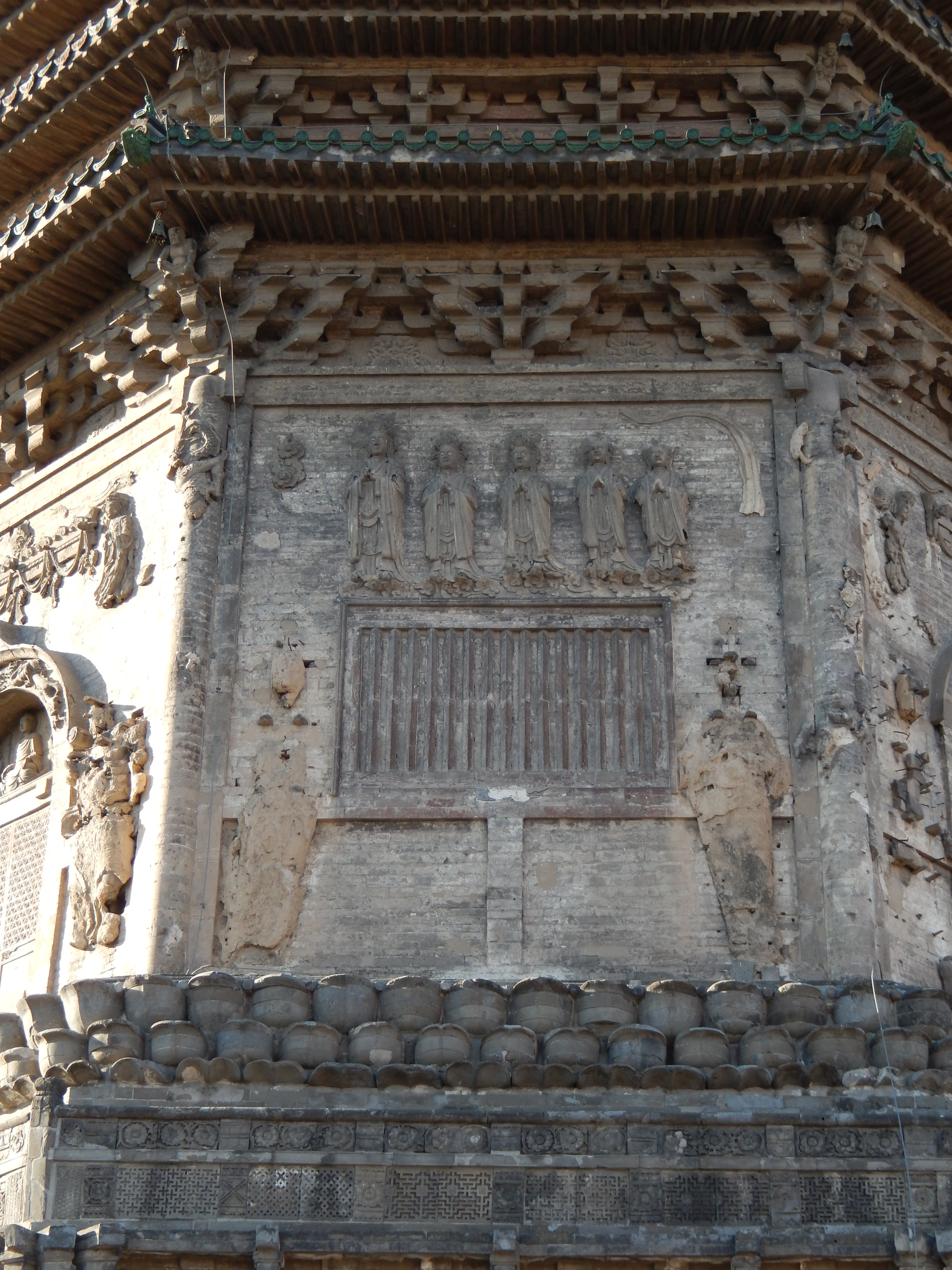
东北面的直棂窗及两侧的菩萨。窗上方主尊为五位菩萨，与西北面的五位菩萨及西南面、东南面的文殊菩萨、普贤菩萨合为《圆觉经》的十二圆觉菩萨。
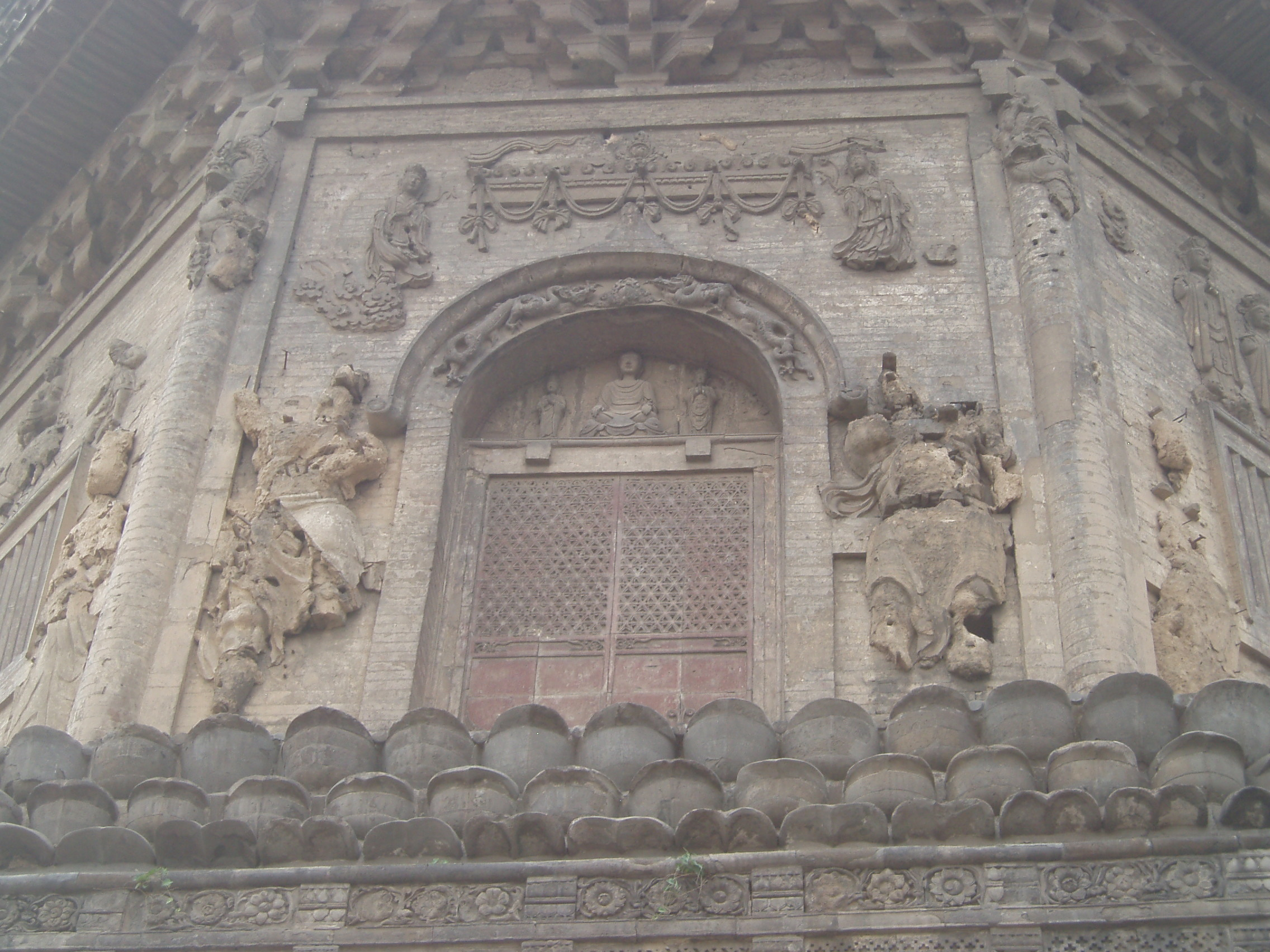
东面的拱门及两侧的天王。拱内主尊为药师佛，依《药师经》左右胁侍为日光菩萨、月光菩萨，合称“东方三圣”。
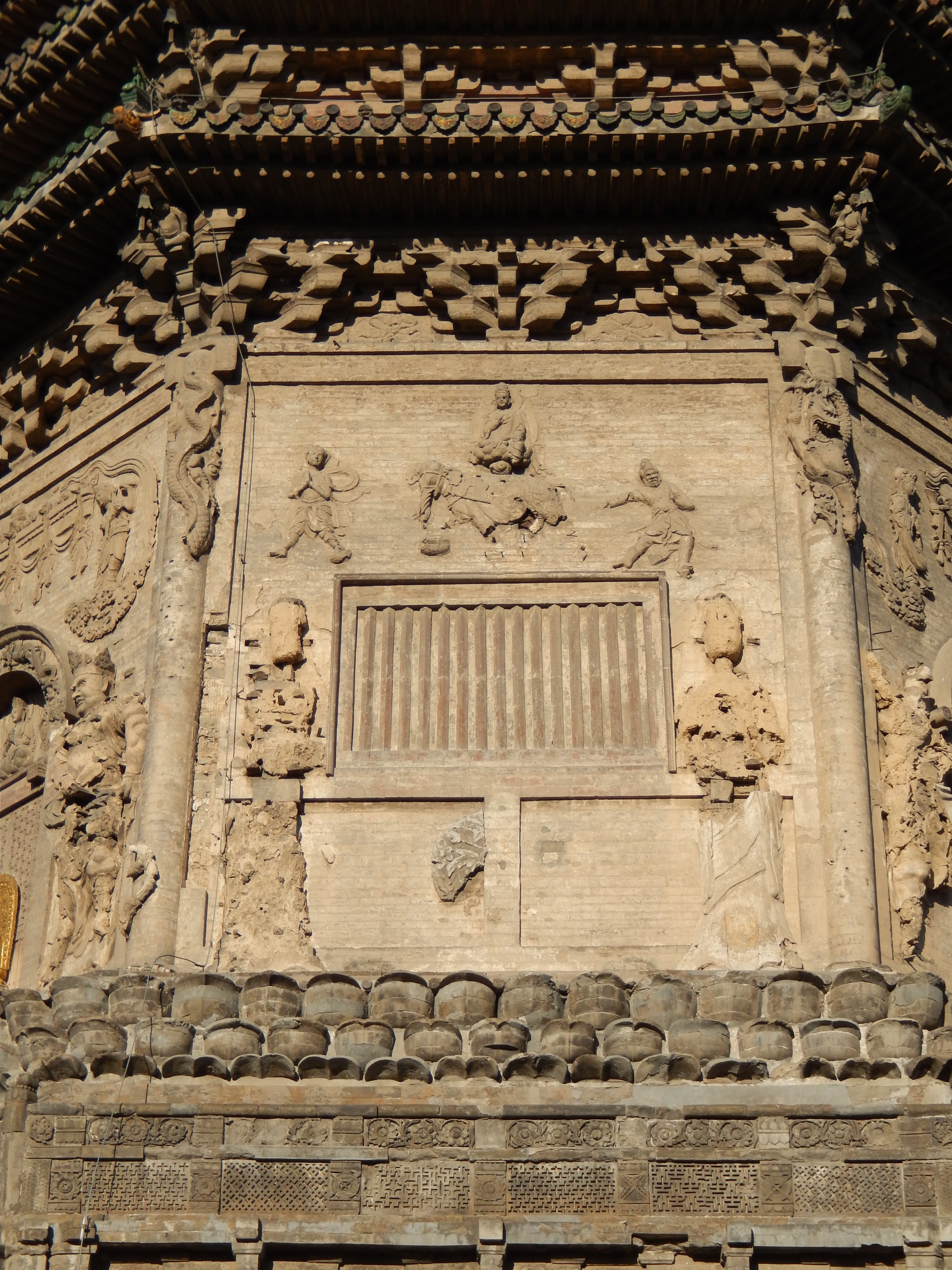
东南面的直棂窗及两侧的菩萨。窗上方主尊为普贤菩萨，骑白象，前（左）有“獠蛮”，后（右）有“拂林”。
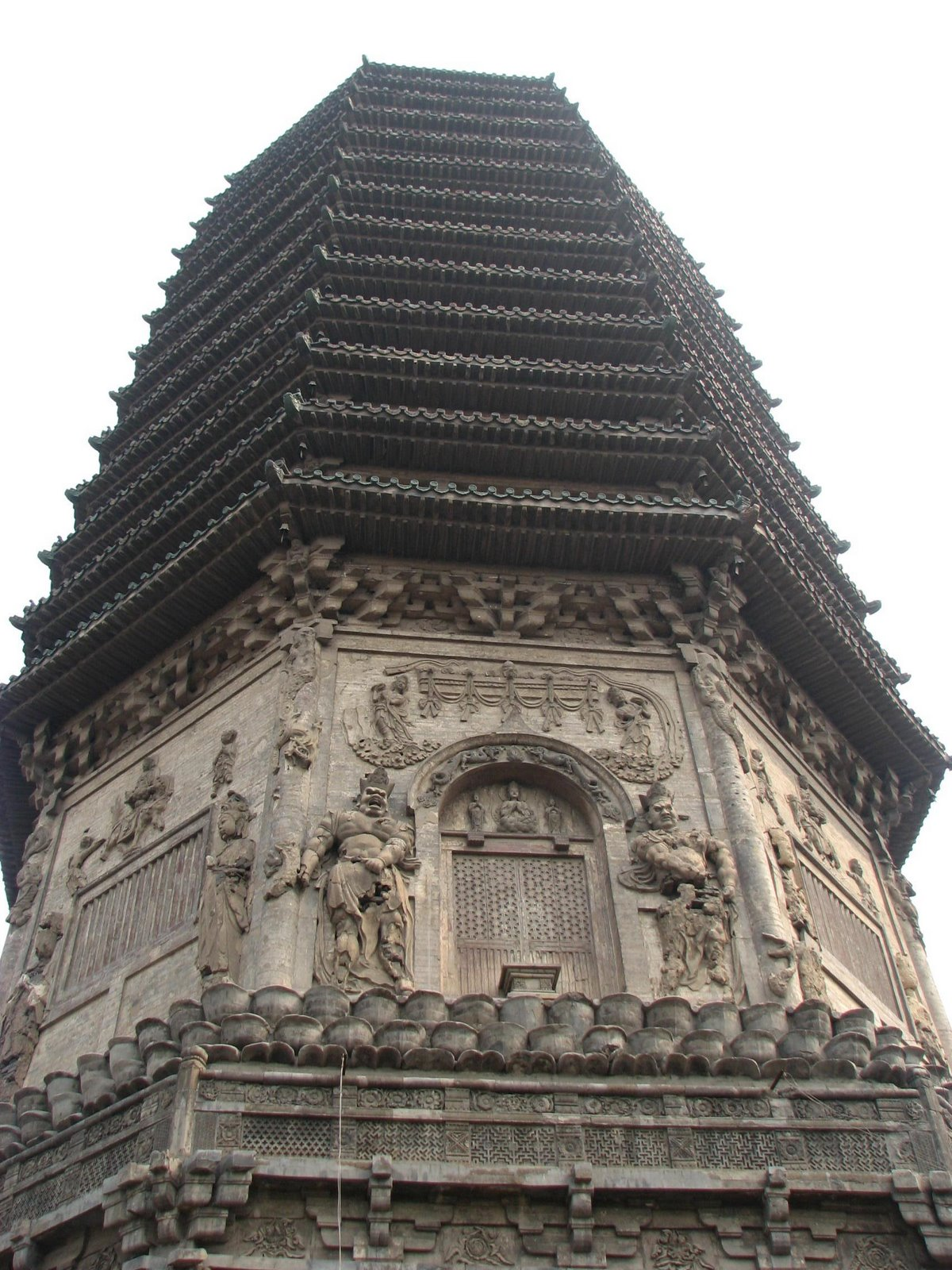
塔身南面
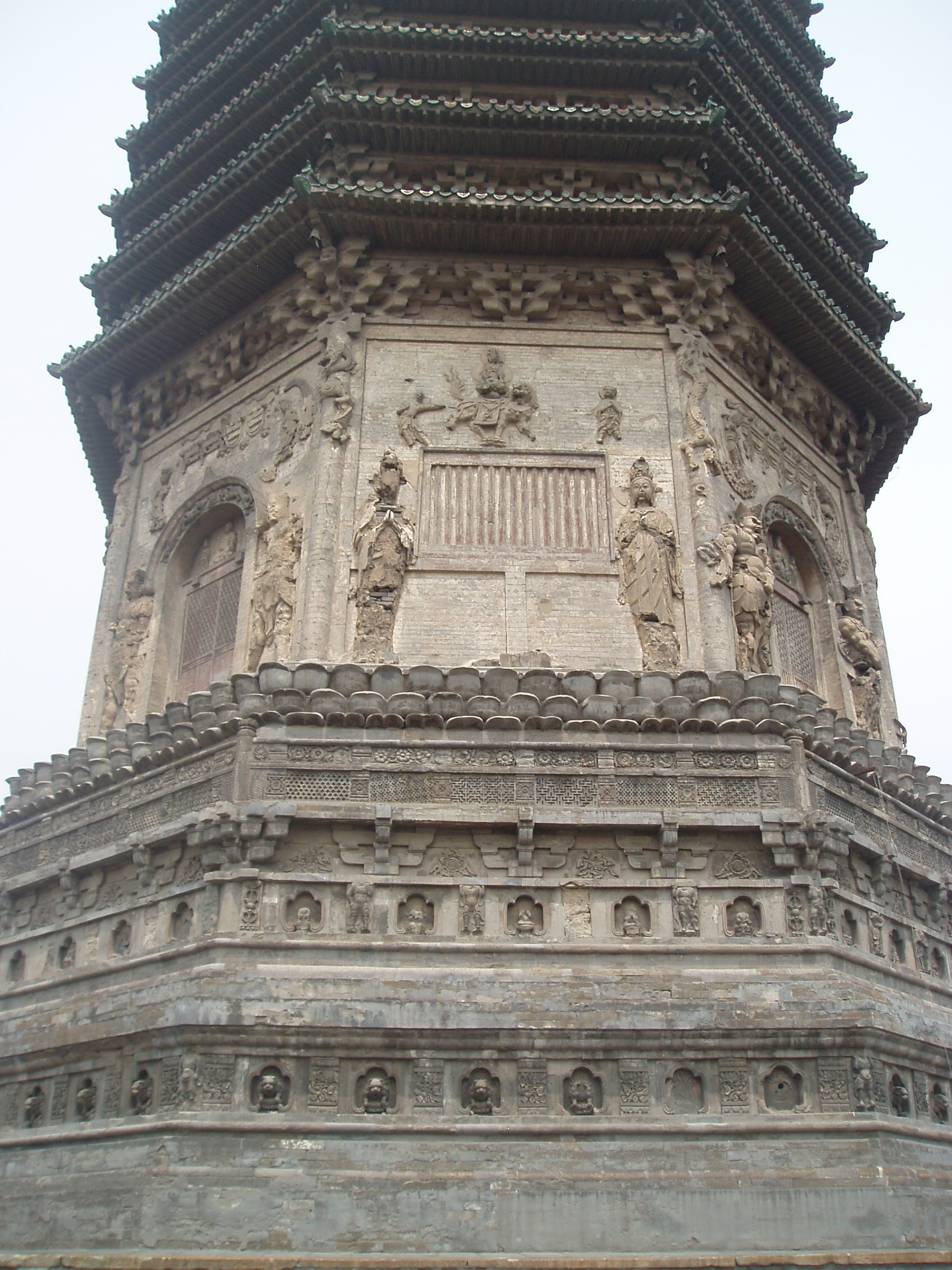
塔身西南面
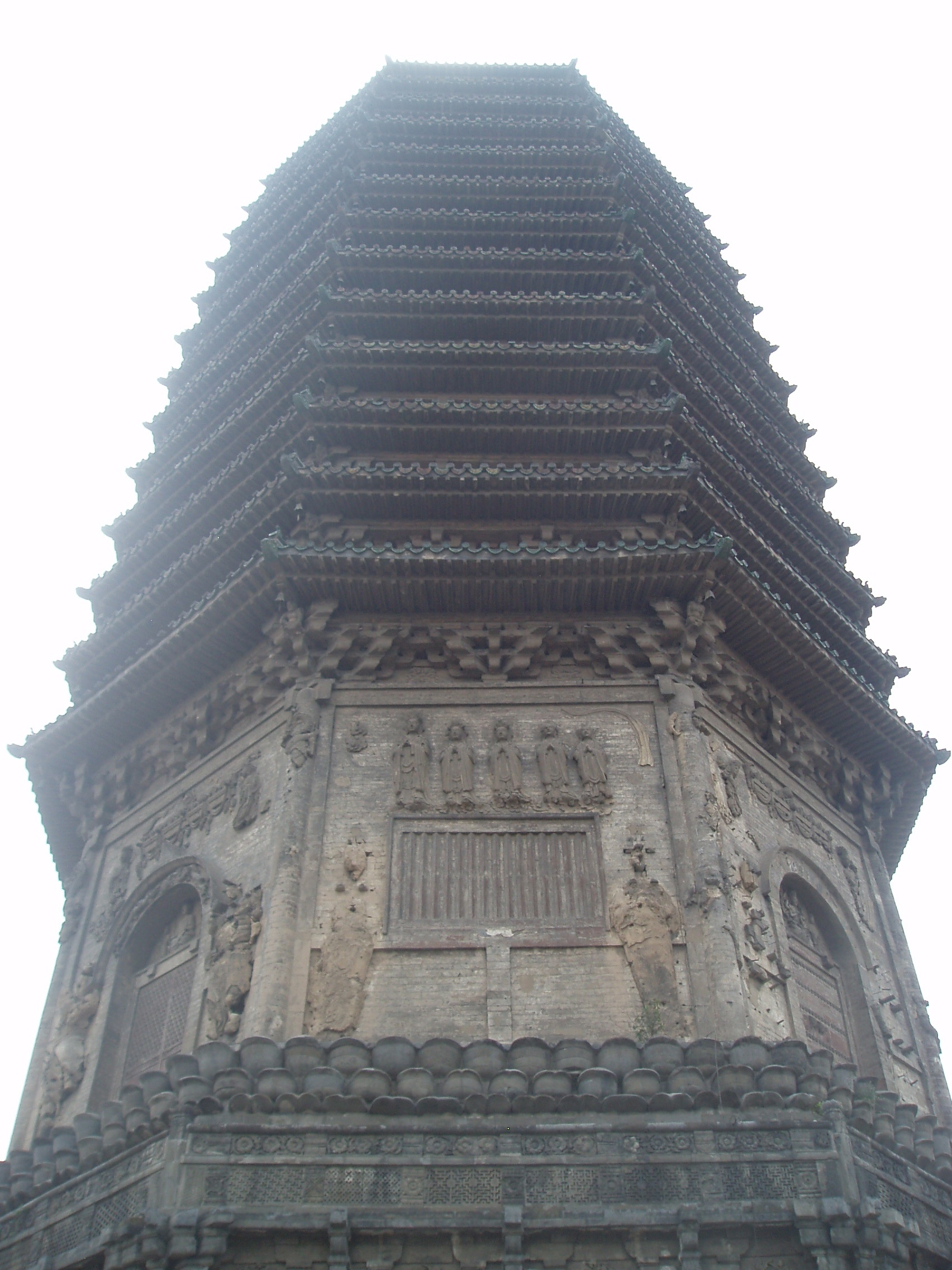
塔身东北面

### 塔后建筑
2004年，天宁寺僧人（比丘尼）自筹资金，在塔后兴建了一座小院，内有临时建筑，为僧人的生活用房。南院墙正中有门，上悬蓝底金字匾额曰“蘭若”，门前黑底金字对联为“永为佛法荷家业，福被苍生子负肩”。门内有一影壁，影壁上2008年前后镶嵌有“塔影”二字，2012年前后已改为镶嵌“佛”字。院内为平房，均非文物建筑。2014年3月，天宁寺拆除该院，就地兴建总建筑面积达2200平方米的两栋三至四层建筑物，作为大殿、办公楼及僧人生活用房。但该区域属全国重点文物保护单位天宁寺塔的文物保护范围，依照《中华人民共和国文物保护法》规定，应经北京市文物局审核，报国家文物局审批同意后才可施工。天宁寺未经依法审批便擅自违法建设，违法建筑距天宁寺塔仅35米，严重破坏天宁寺塔风貌。这组违法建筑在建设过程中于2014年7月11日被群众举报，2014年7月24日和7月30日，西城区文化委员会两次依法向天宁寺的产权单位兼管理单位北京市佛教协会制发了停止侵害通知书，但天宁寺无视执法督查要求，继续违法建设。2014年8月4日，北京市文物局监察执法队、北京市纪委监察局驻北京市文物局纪检组监察处、西城区文化委员会执法队来到天宁寺现场执法，对仍在施工并已部分封顶的违建勒令停工。天宁寺住持法恩承认违法建设事实，当场表示会遣散工人，停工以配合调查。此事引发舆论关注。2014年10月16日，国家文物局通报了全国近期发生的8起典型文物违法案件，其中包括“北京市西城区天宁寺塔保护范围内违法建设案情况通报”。通报叙述了该案的基本情况，并称案件查处工作获中共北京市委、北京市人民政府负责人重视，西城区人民政府多次举行天宁寺违建问题协调会，会同有关部门形成了如下案件处理意见：天宁寺自行拆除两栋违法建筑，由西城区的文物部门及住建部门分别对北京市佛教协会及施工单位行政处罚。违法建筑拆除后，由北京市文物局组织开展遗址勘察，提出是否复建古建筑的意见。西城区人民政府将对天宁寺文物保护工作给予专项资金，并且拟会同有关部门在依法报批之后，用土地征收等方法改善该寺的周边环境，解决僧人（比丘尼）的生活用房问题。2014年内，天宁寺已经完成自行拆除违法建筑工作，违法建筑被全部拆除。

## 赏花
明朝末年起，天宁寺渐成北京赏花兼拜佛的去处。清朝，天宁寺内设有花圃，种植了芍药、桂花等花卉，其中尤以荷花、菊花最有名。每年秋季，各界人士均来天宁寺赏花。王士祯、朱彝尊等知名文人曾在天宁寺内居住，并留下赞颂天宁寺的诗篇。清李静山《增补都门杂咏》有诗曰：“天宁寺里好楼台，每到深秋菊又开。赢得倾城车马动，看花齐带玉人来。”如今，天宁寺内已无花。

## 周邊

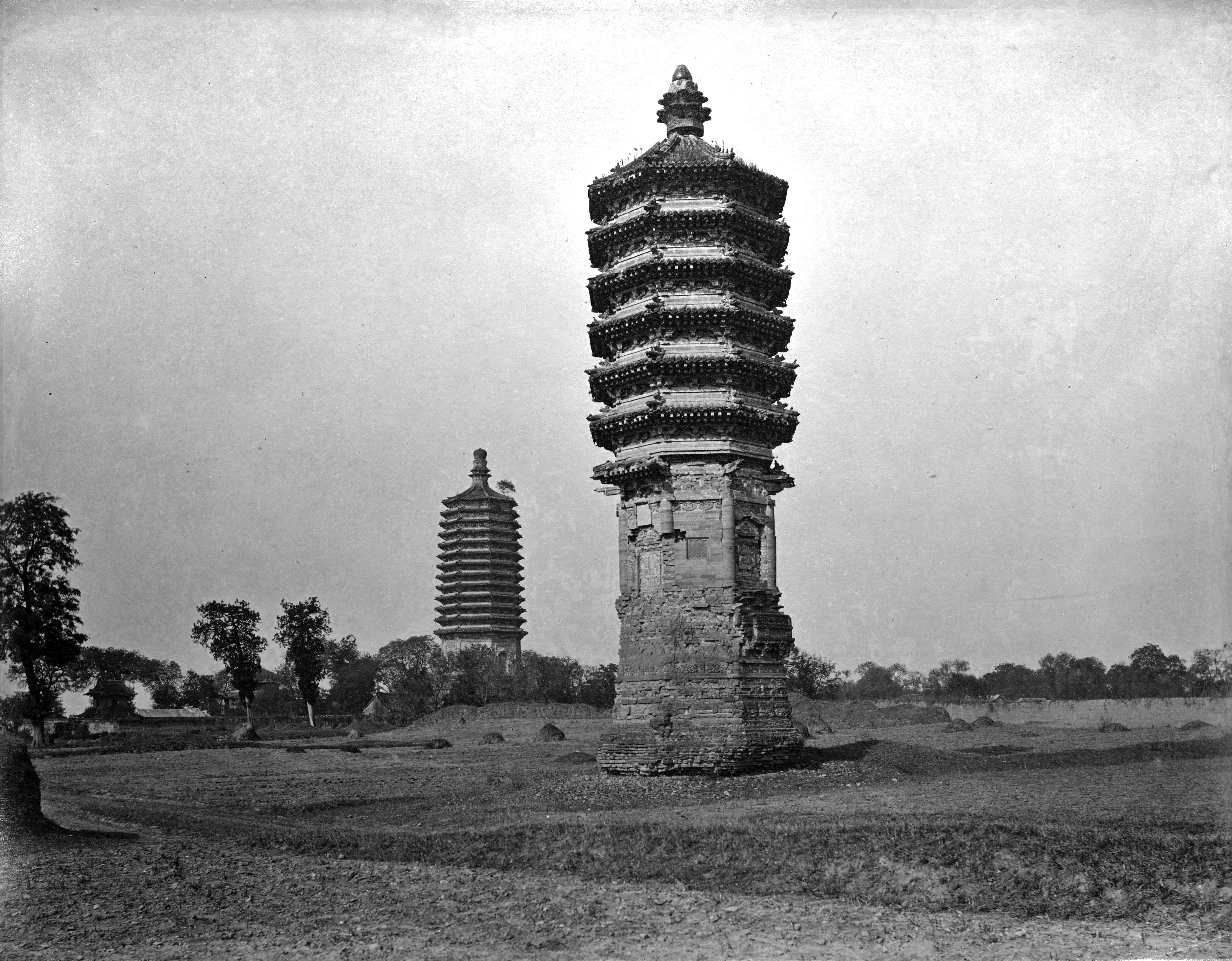
大機老人塔，1879年左右拍攝。

根據《行國錄》：天寧寺東南有弘化寺，在該書寫成時只剩一殿，寺額、佛像都沒了。殿後百餘步有塔，不甚高，然亦重檐七層。其第一層有石陷，壁間刻曰：「僧錄司左善世大慈仁寺開山第一代住持傳曹洞宗師大機老人塔。」寺西北隅林木中有不少墳墓，遺碑尚存，埋著大太監徐澄、王朝等人。在晚清的影集裏還可以看到大機老人塔，但是現在已經不存在了。

## 延伸阅读
39°53′37″N 116°20′24″E / 39.8937°N 116.34°E